# История Екатеринбурга
История Екатеринбу́рга началась в период промышленного освоения Урала в начале XVIII века. В это время на Среднем Урале, богатом природными ресурсами, активно строились чугунолитейные, медеплавильные и железоделательные заводы, среди которых особняком стал Екатеринбургский завод — крупнейшее металлургическое предприятие России тех времён и центр управления горнозаводской промышленностью всего Урала и Сибири. Уже с первых лет существования Екатеринбург занимает важное место в стране — здесь располагались монетный двор, обеспечивающий казну медной монетой, и гранильная фабрика, изготавливающая украшения и предметы интерьера для императорского двора. В конце XVIII века на Урале появился новый административный центр — Пермь, и Екатеринбург стал уездным городом Пермской губернии, коим оставался вплоть до 1917 года. После установления советской власти Екатеринбург вновь становится главным центром Урала, с 1924 по 1991 год город носил название Свердло́вск. На советский период пришлось наиболее интенсивное развитие города: во время индустриализации развернулось массовое промышленное и жилое строительство, в годы Великой Отечественной войны Свердловск стал крупнейшим эвакопунктом, а в период холодной войны — одним из ключевых центров «оборонки». В начале 1990-х годов наступил кризис и экономике города пришлось перестраиваться в связи с новыми потребностями. Современный Екатеринбург является одним из крупнейших центров притяжения в России, по ряду социально-экономических показателей уступая лишь Москве и Санкт-Петербургу.

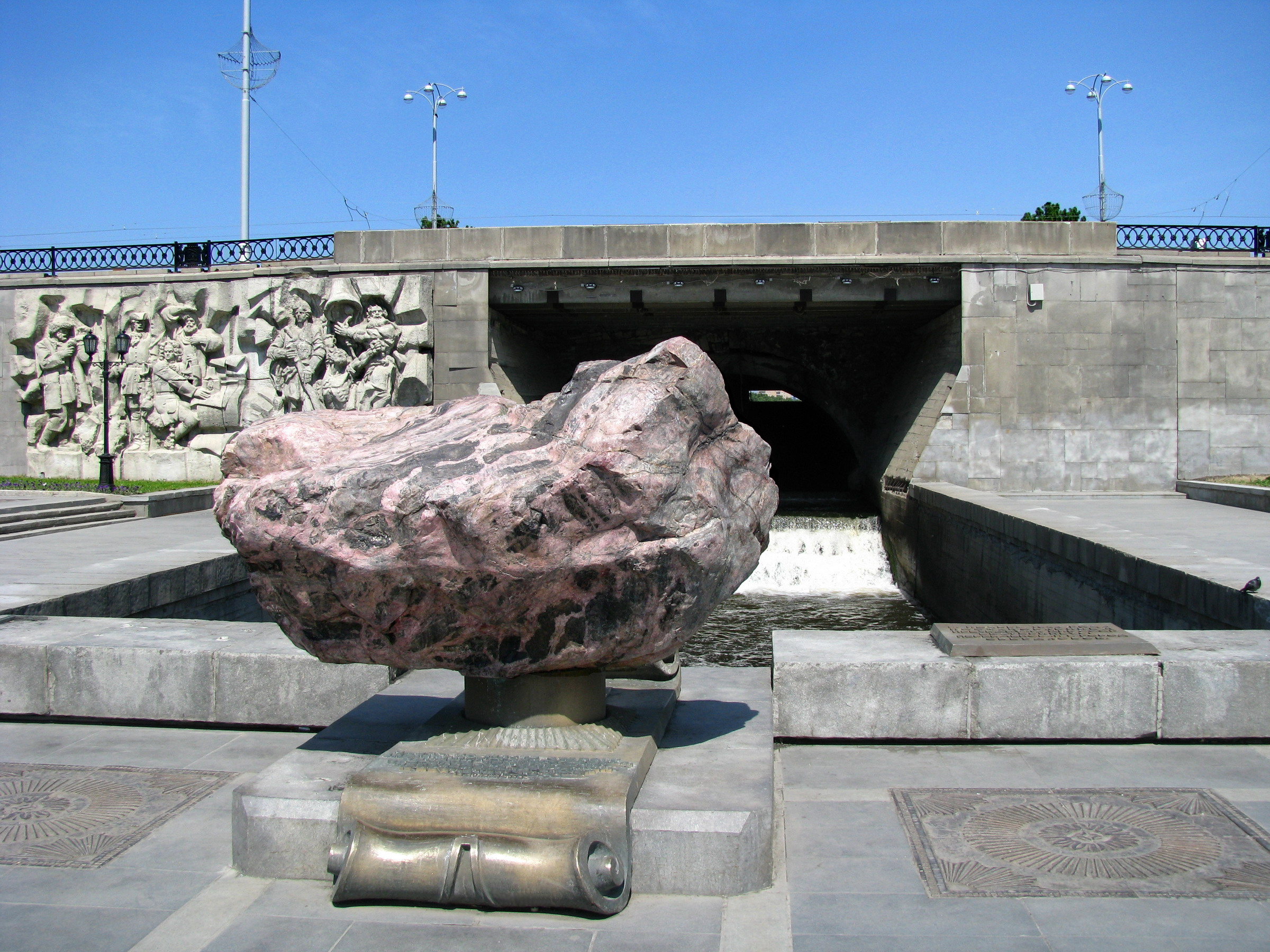
Плотинка — историческое «ядро» Екатеринбурга

## Археологические культуры
На территории, которую сейчас занимает Екатеринбург, издревле существовали поселения людей. Самые ранние из древних поселений относятся к эпохе мезолита VIII — VII тыс. до н. э. — в черте города это: комплексный археологический памятник Палкинские каменные палатки, поселения Шарташ I, Шувакиш I, стоянки Здохня I, Пятое Карасье озеро I. Позднее в этих и других местах возникали поселения и стоянки людей на протяжении неолита, медного, бронзового и железного века.

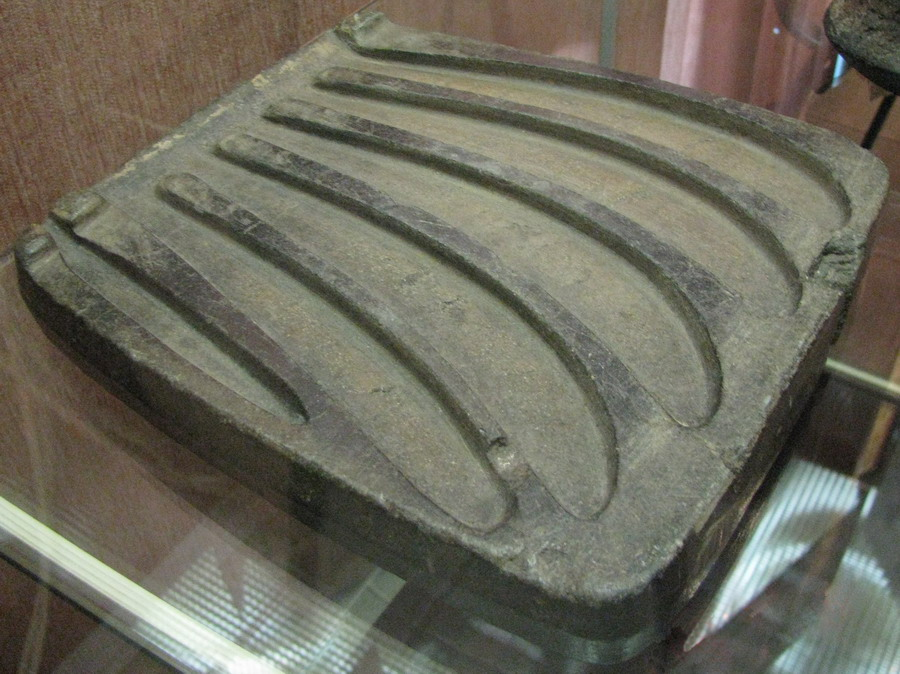
Литейная форма для отливки 5 серпов, бронзовый век. Из коллекции музея УОЛЕ

В районе неолитического поселения Исетское Правобережное I (VI — V тыс. до н. э.) обнаружены мастерские по обработке камня: шлифовальные плиты, наковальни, скопления кусков породы, заготовок орудий и законченных изделий. Согласно анализу артефактов, жители поселения использовали для изготовления орудий свыше 50 различных пород и минералов, что говорит о хорошем знании населением тех времён природных богатств края. На полуострове Гамаюн (левый берег Верх-Исетского пруда) располагаются археологические памятники эпохи энеолита — в верхней части обнаружены мастерские по производству каменных орудий, в нижней — поселение из двух жилищ, принадлежащих аятской культуре. Также в этом районе следы своего пребывания (оригинальную посуду с изображением птиц, свидетельства металлургического производства) оставило население коптяковской культуры (II тыс. до н. э.), на памятнике Палатки I найдены пока единственные на Урале следы погребений этой культуры. В эпоху бронзы в этой местности возникает гамаюнская культура, оставившая после себя фрагменты керамики, оружие, украшения.

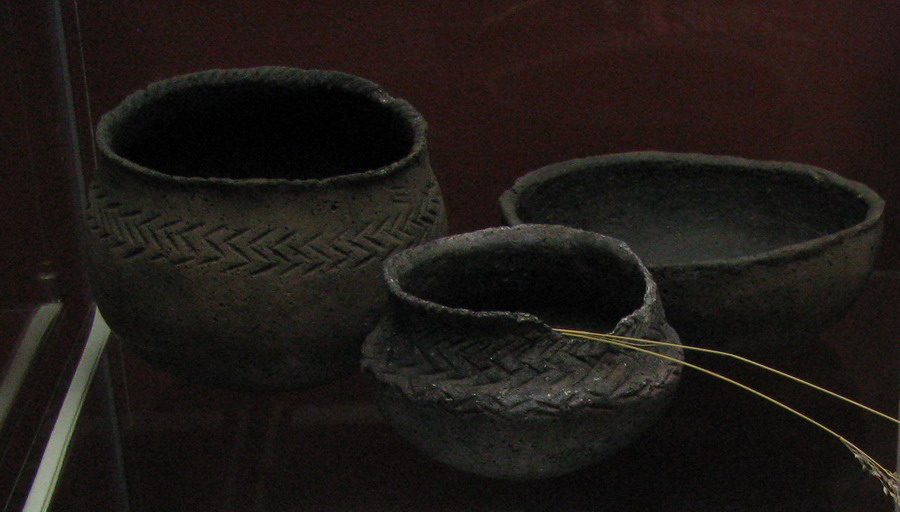
Сосуды петрогромского типа, железный век. Из коллекции музея УОЛЕ

Значительное количество древних поселений находилось на берегах озёр Шарташ и Малый Шарташ (территория Кировского района города), к настоящему времени в этом районе зарегистрировано свыше двухсот археологических памятников. Первые поселения охотников и рыболовов возникли в эпоху медного века в конце III тыс. до н. э. — здесь найдены кремнёвые отщепы, скребки, керамика аятского типа. Позднее на берегах Шарташа возникали стоянки в бронзовом (II тыс. до н. э.) и в раннем железном веке (I тыс. до н. э.). Об этом свидетельствуют фрагменты керамики черкаскульского, межовского и иткульского типов. На берегу Малого Шарташа была найдена глиняная фигурка птички — одна из самых ранних скульптур на территории Зауралья (VI—VI тыс. до н. э.). В верхних слоях было раскопано жилище XIV века. Шарташские каменные палатки в I тыс. н.э. были местом металлургического производства, их вершины также использовались как жертвенное место древнерелигиозного культа, здесь в большом количестве были найдены кости животных, фрагменты листовой меди, литая скульптурка лошади, развалы сосудов петрогромского типа.
Впервые археологические памятники в окрестностях Екатеринбурга были обнаружены в конце XIX века при строительстве железной дороги. Раскопки и исследования проходили на протяжении XX века и продолжаются в настоящее время. Материалы раскопок хранятся в Свердловском областном краеведческом музее, а также в фондах Эрмитажа, Музея антропологии и этнографии Академии Наук, музеев Женевы, Парижа, Хельсинки, Вены, Будапешта и Вашингтона.

## Территория
Исторически территория нынешнего Екатеринбурга относится к историческому Башкортостану. Северная граница указанной области проходила примерно по реке Исеть. Достоверных сведений о государственных образованиях башкир на Урале нет. В XIII веке исторический Башкортостан попадает под влияние Монгольского государства и входит в состав нового государства — Золотой Орды. Распад Золотой Орды привёл к тому, что исторический Башкортостан, как и сами башкиры, попал в состав нескольких государств (Ногайской Орды, Астраханского, Казанского и Сибирского ханств). Точную принадлежность территории, ныне занимаемую Екатеринбургом, определить достаточно сложно. В XVI веке территория, возможно, относилась к Сибирскому ханству, но после разгрома его Ермаком территория окрестностей будущего Екатеринбурга автоматически к России не отошла и продолжала находиться под контролем башкир.

## Первые русские поселения

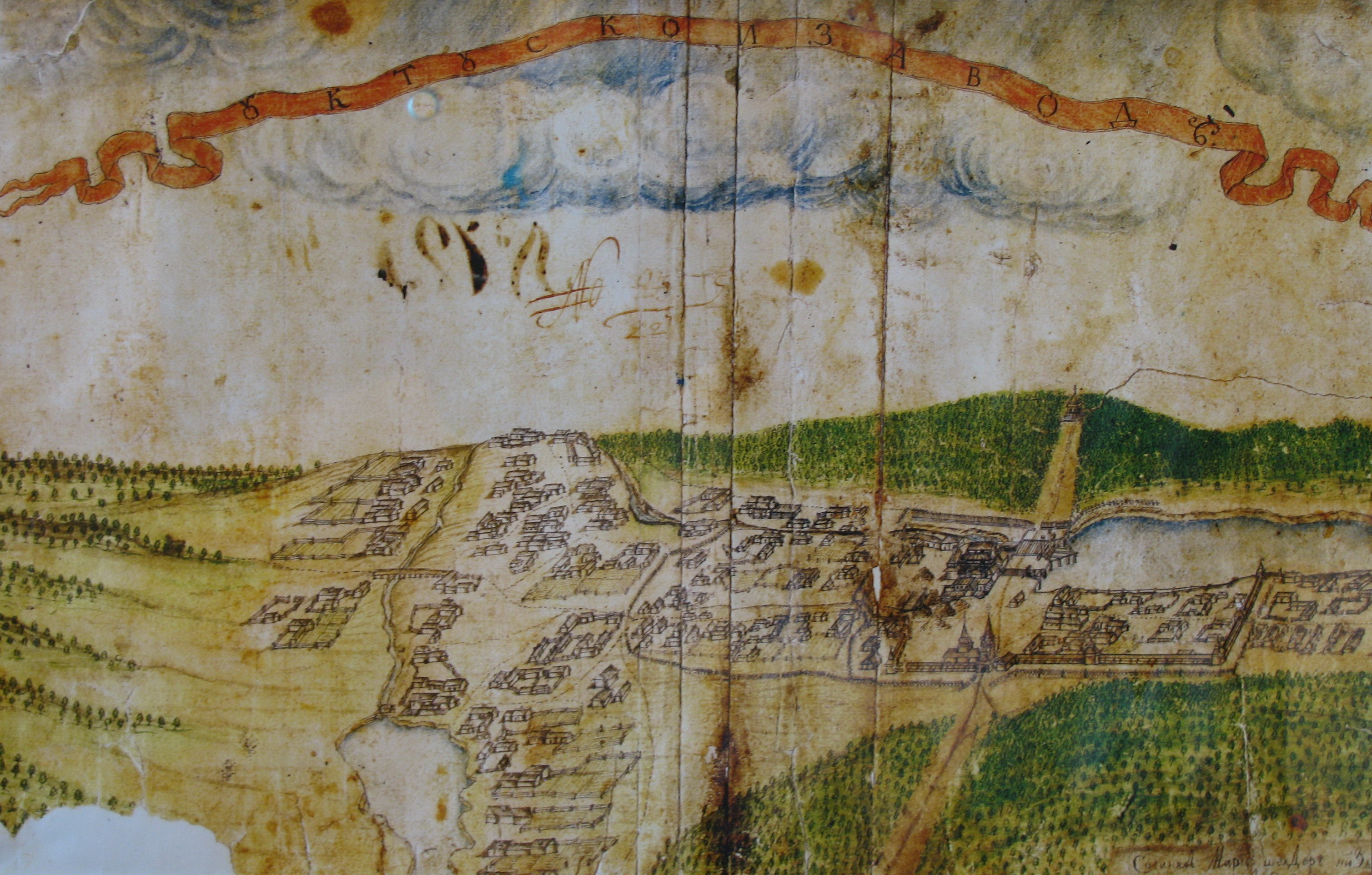
Уктусский завод, 1730 г.

Территория, ныне занимаемая Екатеринбургом, была включена в состав Русского государства не ранее 1619 года и, скорее всего, не позднее 1672 года. В середине XVII века данная территория практически не имела постоянного населения. Ближайшими жителями были представители коренных народов Урала, относившиеся к ясачным волостям Верхотурского, Тюменского и Уфимского уездов. Это были как тюркские (терсяки, сырянцы, сальюты), так и финно-угорские (чусовские вогуличи) этноплеменные группы,— до сих пор значительное число топонимов в черте и окрестностях современного Екатеринбурга имеют либо тюркоязычное (как, например, Шарташ, Арамиль) либо вогульское (Исеть, Пышма, Уктус) происхождение.
Непосредственной причиной освоения близлежащих территорий и, таким образом, включения их в состав Русского государства являлось наличие нелегальных дорог, в частности «старой Казанской дороги» (с Камы на Уфу и степью («полем») на Исеть) и желания их контролировать. Существовала «тропа», проходившая южнее современной Ревды, пересекавшая Чусовую в районе Верхнемакарово, далее по линии Горный Щит — Арамиль выходившая на Исеть и идущая затем на Тюмень и Туринск.
В 1660 году возникла инициатива об основании новой слободы у впадения в Исеть речки Арамильки, которая и дала слободе свое имя — Арамильская. Новое русское поселение находилось южнее нынешнего Екатеринбурга и фиксировало переход территории к России. Однако, из-за башкирского восстания, начавшегося в 1662 году, планы об основании слободы были отложены до 1676 года. В результате восстания к северу от Арамильской слободы прекратила свое существование ясачная Аятская волость, а почти все её жители, активно поддерживающие восставших, после поражения ушли в степи.
Первые русские поселения на территории Екатеринбурга появились во второй половине XVII века — в 1672 году в районе Шарташа возникла старообрядческая деревня (данный факт оспаривается историками, так как подтверждений основания деревни в это время в источниках не найдено), а в 1680—1682 годах появились селения Нижний и Верхний Уктус (сейчас — территория Чкаловского района города). В 1702 году по инициативе начальника Сибирского приказа А. А. Виниуса близ Нижнего Уктуса основан Уктусский казённый железоделательный завод — первый в черте современного Екатеринбурга; для него были построены плотина, 2 доменные печи, 4 молота, кузница, толчея, мельница, два угольных, деготный, меховой амбары. В 1704 году построен Шувакишский железоделательный завод (сейчас — территория Железнодорожного района города). С началом активного строительства в XVIII веке на Урале заводов обострились отношения с южными соседями — башкирами. В результате набега в 1709 году было разорено село Верхний Уктус, все постройки, в том числе деревянная церковь и часовня были сожжены, жители бежали под защиту укрепления Уктусского завода.
В 1720 году по указу Петра I на Урал была направлена делегация во главе с горным специалистом Иоганном Блюэром и государственным деятелем Василием Татищевым. На него возлагалось управление горнозаводской промышленностью, выявление причин развала и сокращения производства на казённых заводах, которые по производительности в 4 раза уступали уральским заводам Демидовых.
29 декабря 1720 года Татищев и Блюэр прибывают на Уктусский завод, который стал их главным местопребыванием на Урале. Вскоре здесь было создано высшее горное начальство для управления казёнными заводами — Сибирский обер-бергамт. Татищев был недоволен состоянием завода — Уктус пострадал от пожара в 1718 году, к тому же плотина была сооружена на мелководной речке Уктуске, из-за чего домны и молоты летом и зимой простаивали по несколько месяцев из-за недостатка воды. Для защиты были возведены фортификационные сооружения.

## Татищевский проект крупнейшего в стране металлургического завода
В результате ознакомления с состоянием казённых заводов Татищев пришёл к выводу, что на базе этих заводов, даже если их реконструировать и расширить (на что потребовались бы большие затраты), не удастся быстро увеличить производство железа, и более выгодно будет построить новый крупный завод. После осмотра ближайшей округи совместно с комиссаром Уктусского завода Тимофеем Бурцевым было выбрано богатое рудой и лесом место для нового завода — на берегу более полноводной реки Исети, в 7 верстах от Уктуса.

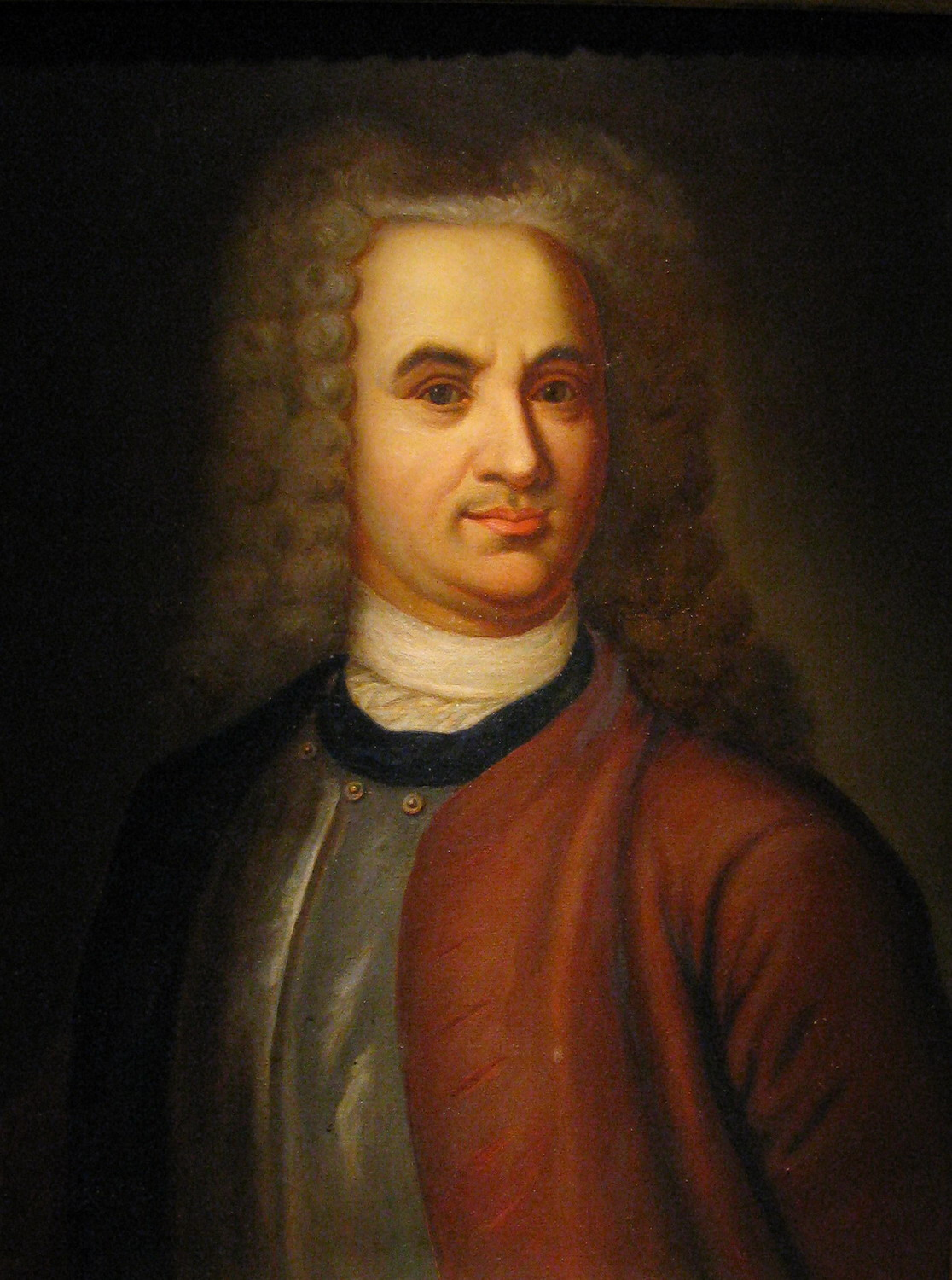
В. Н. Татищев

Печать Екатеринбургского казённого железоделательного завода

6 февраля 1721 года Татищев отправил в Берг-коллегию послание, в котором просил разрешения начать строительство завода, а также личное письмо к президенту Берг- и Мануфактур-коллегии Я. В. Брюсу с подробными разъяснениями и обоснованием этого проекта. На новом заводе Татищев предполагал установить 4 домны и 40 молотов, из которых 20 могли бы работать даже «в самую сухую погоду». Производительность должна была составить 150—200 тысяч пудов железа в год. Завода подобной мощности в то время в мире ещё не было. 1 марта 1721 года, не дожидаясь ответа из центра, Татищев развернул строительство нового завода. Позднее он решил, что для сбережения лесов необходимо построить не 40, как планировалось ранее, а 16 кричных молотов. Другой завод с 20 молотами он намечал устроить на реке Чусовой. Однако Берг-коллегия не согласилась с предложением Татищева, что было отражено в указе от 23 мая 1721 года: Железных заводов везде довольно, к тому же есть опасность, чтобы сооружением их на Урале медных заводов дровами не оскудить, — и повелела всемерно стараться размножить серебряные и медные, серные и квасцовые заводы, ибо таковых в России нет. Медеплавильные заводы, в первую очередь, были нужны для удовлетворения текущих потребностей казны, нуждающейся в меди и серебре для монетного дела, которое в то время находилось в ведомстве самой Берг-коллегии. Татищев же считал, что основной способ увеличения доходов казны состоит в увеличении производства железа, которое можно сбывать не только на внутреннем, но и на внешнем рынке. Впоследствии оказалось, что он был абсолютно прав: руда на Урале была высокого качества, а произведённое здесь железо стало фирменным экспортным товаром России. Но в 1721 году Татищеву так и не удалось убедить Берг-коллегию, которая отправила на Урал в качестве старшего начальника берг-советника Михаэлиса. Сам Татищев указом Берг-коллегии от 10 декабря 1721 был отстранён от руководства горными делами на Урале, в чём немалую роль сыграл местный промышленник Акинфий Демидов, с которым у Татищева возник конфликт. Михаэлис не согласился с проектом Татищева и начал строить новый завод на Уктуске чуть выше старого, но весной плотина была разрушена паводком.
В 1734 году Василием Татищевым были разработаны печать и клеймо Екатеринбургского завода, несущее в центре восьмилучевое колесо — символ вечного движения, перерождения и жизни и являющееся символом святой Екатерины Александрийской — покровительницы оружейников и деятелей искусства.

## Георг Вильгельм де Геннини основание Екатеринбурга

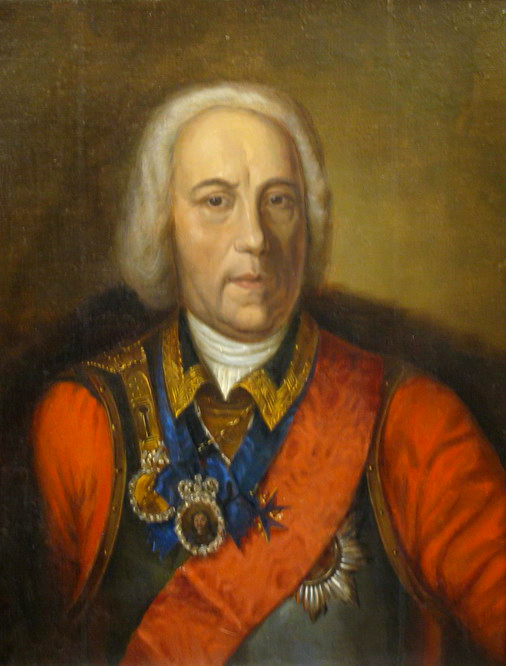
Г. В. де Геннин

В 1722 году указом Петра I на Урал командирован горный инженер, генерал-майор Георг Вильгельм де Геннин. Изучив все обстоятельства, де Геннин полностью поддержал проект Татищева, и 12 марта 1723 года строительство завода на Исети возобновилось. На строительство были привлечены солдаты Тобольского полка — в то время эта местность принадлежала Тобольскому уезду Сибирской губернии; кроме того, к строящемуся заводу было приписано пять ближайших крестьянских слобод. Так как мастеров было мало, де Геннин выписал часть необходимых людей из Олонецких заводов и ещё часть — из Демидовских. 2 апреля 1723 года уктусскому заводскому комиссару было предписано встретить приказчика, плотинного и ларевого мастеров, отпущенных с заводов Никиты Демидова. В числе этих специалистов прибыл плотинный мастер Невьянского завода Леонтий Злобин, которому затем и было поручено общее техническое руководство строительством завода, и в первую очередь плотины на Исети. В мае доменным мастером нового Исетского завода был назначен поляк Максим Орловский, бывший до этого подмастерьем на Олонецких заводах. К осени на строительство завода прибыла вторая партия солдат Тобольского полка, в числе их оказался Иван Алексеевич Ползунов — отец будущего изобретателя отечественной паровой машины Ивана Ивановича Ползунова. 1 августа 1723 года из Уктусского завода был переведён Сибирский обер-бергамт (впоследствии — Канцелярия Главного заводов правления или просто Горная канцелярия), а в октябре 1723 года в составе Тобольской губернии создано Екатеринбургское горное ведомство с центром в Екатеринбурге. 7 (18) ноября 1723 года в цехах нового завода состоялся пробный пуск кричных бо́евых молотов. Именно эту дату стали считать днём основания города.
Позднее в историческом очерке Д. Н. Мамин-Сибиряк образно описал строительство завода и крепости, положивших начало городу:

«Представьте себе совершенно пустынные берега Исети, покрытые лесом. Весной 1723 года явились солдаты из Тобольска, крестьяне приписных слобод, нанятые мастера, и кругом всё ожило, как по щучьему велению в сказке. Ронили лес, готовили место под плотину, клали доменные печи, поднимали крепостной вал, ставили солдатские казармы и дома для начальства…»
24 ноября 1723 года полностью вступил в строй Екатеринбургский казённый железоделательный завод, который по размеру и технической оснащённости превосходил все металлургические предприятия не только страны, но и мира. Производственные мощности Екатеринбургского завода включали в себя: 2 домны, 14 кричных молотов, медеплавильную фабрику, стальную и якорную фабрики, машины для сверления пушек и другое.

## Этимология названия

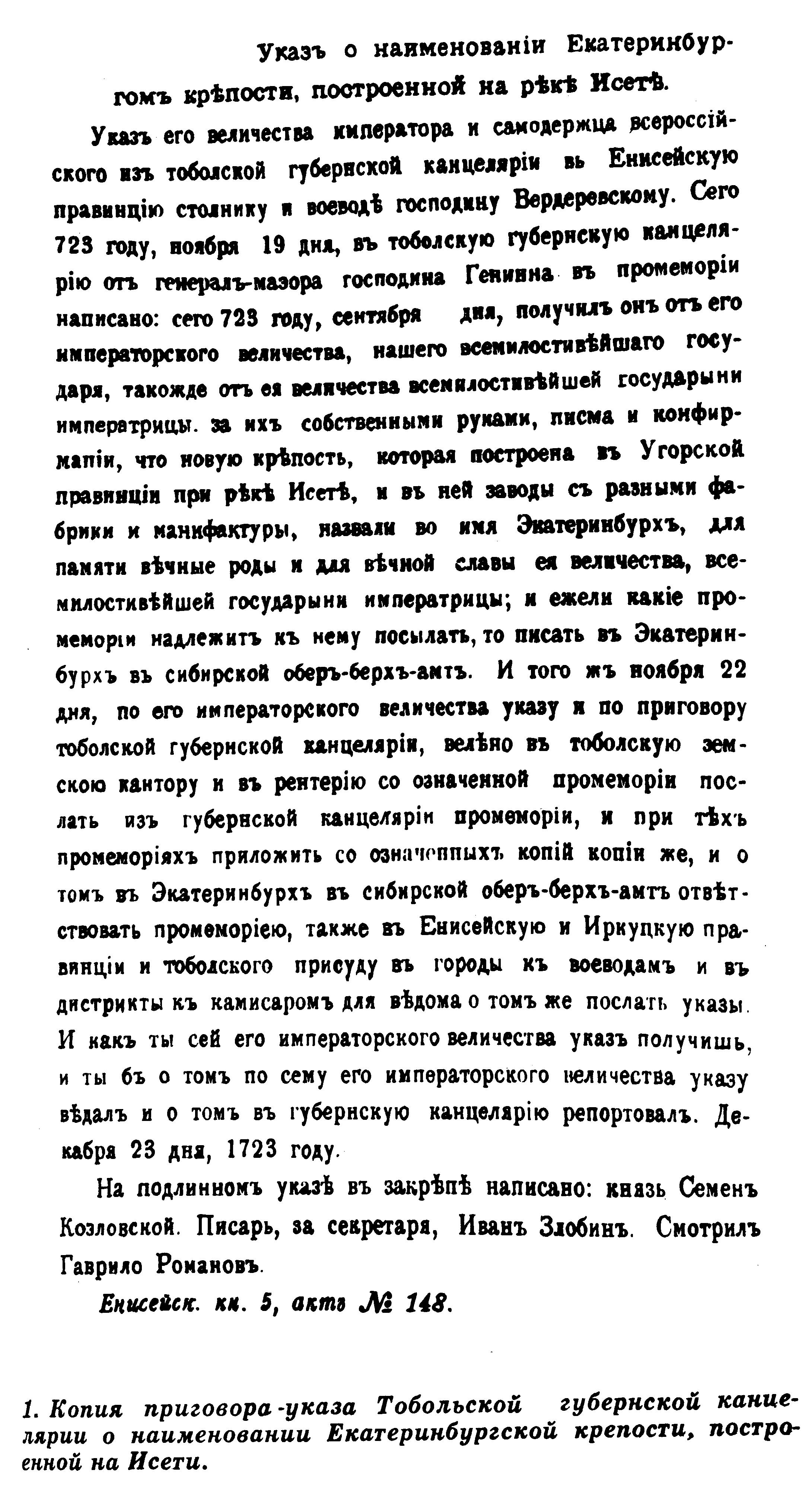
Указ о наименовании Екатеринбургом крепости, построенной на реке Исети

С марта по июнь 1723 года новое строительство на реке Исети официально именовалось Новозачатые Исетские заводы. В июне 1723 года по инициативе де Геннина было предложено дать новому заводу-крепости имя Катериненбурх — в честь Екатерины I, на что он испросил разрешение у самой императрицы в своём письме от 6 июня 1723 года:

«…около сих заводов зачал крепость и осмелился до указа именовать Катериненбурх, а зовется Катериненбурхом в память Вашего Величества»
Ответ пришёл в сентябре — предложение де Геннина было одобрено, однако в императорском указе название немного видоизменилось — Экатеринбурх. А на медных монетах, которые начали выпускаться на заводе уже в 1720-х годах, встречалось три разных варианта написания — Екатеринъбурхъ, Екатеріньбурхь и Екатерінъ бурхъ.
При этом Василий Татищев, вновь командированный на Урал и пробывший здесь до 1738 года, не был сторонником немецко-голландской терминологии и до последних дней придерживался названия Екатеринск. В 1735—1736 годах это название даже почти вытеснило официальное и использовалось по всей России, но после отъезда Татищева началось возвращение к официальному названию.
Решение назвать город в честь императрицы имело под собой логическое обоснование — в петровское время это была вторая по величине стройка страны после Санкт-Петербурга.
Иногда утверждается, что Екатеринбург назван в честь святой Екатерины Александрийской, однако документальных подтверждений этому нет. Более того, в таком случае город должен бы носить имя Санкт-Екатеринбург, но в названии города нет составляющей, которая обычно присутствует у городов, названных в честь святых (Санкт-Петербург, Санкт-Пёльтен, Сантандер и тому подобные). Вместе с тем в православной культуре существует традиция присвоения небесного (святого) покровителя человеку, профессии, социальной группе или же населённому пункту, опирающаяся среди прочих смыслов и на имя. Так, колесо, помещённое на первой печати Екатеринбургского завода Татищевым, является в том числе и символом Святой Екатерины.
Помимо названия, дарованного Императрицей Екатериной I, в 1734 году Екатеринбург также обязан Императрице Екатерине II присвоением в 1781 году статуса уездного города.

## Завод-крепость
18 октября 1725 года на территории крепости начинает работу Екатеринбургский монетный двор, ставший главным производителем медной монеты в Российской империи — вплоть до 1876 года на нём производилось 80 % медных денег страны. В 1732 году была основана меднопосудная фабрика, в 1734 году в Екатеринбурге учреждена полиция (третья после санкт-петербургской и московской). В 1738 году была основана шлифовальная мастерская, ставшая в 1765 году Екатеринбургской гранильной фабрикой. Изделия фабрики служили украшениями интерьеров Зимнего дворца и других дворцов Санкт-Петербурга и Царского Села. 1 июня (21) мая 1745 года раскольник из деревни Шарташ Ерофей Марков обнаружил первое в России рудное золото и принёс свою находку в Горную канцелярию в Екатеринбурге. До этого на территории страны не находили золотоносных источников, и это открытие послужило началом золотопромышленности не только Екатеринбурга, но и всей России. В 1748 году была заложена первая шахта, руду из которой сначала возили на Уктусский завод, а в 1754 году был построен Берёзовский золотопромывальный завод (градообразующий для города Берёзовский).

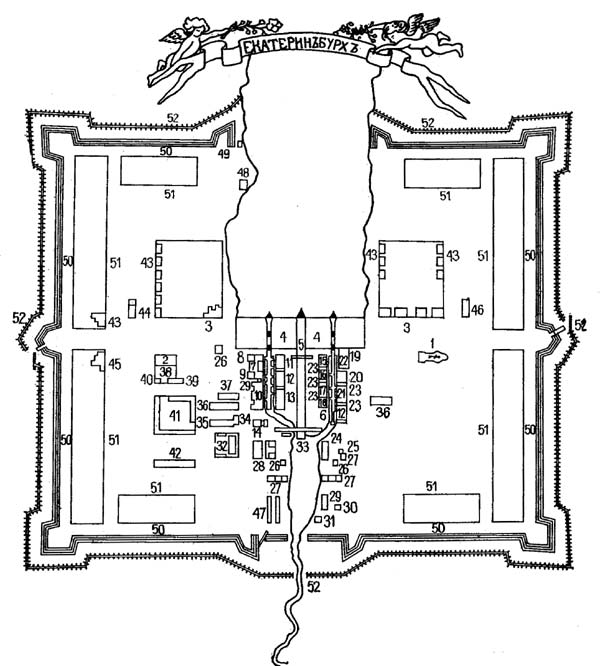
План Екатеринбурга, 1729

В первые годы после основания город имел строгую регулярную планировку — новый принцип русского градостроительства начала XVIII века. Всё строительство шло согласно генеральному плану, разработанному де Генниным совместно с М. С. Кутузовым — мастером, прибывшим с Олонецких заводов. Здания строились только по чертежам и в строго отведённых для них местах. С 1737 года в Екатеринбурге начинают строить каменные гражданские здания, первым из которых стало здание Горной канцелярии.
Население Екатеринбурга формировалось в первую очередь за счёт переселенцев с угасающего Уктусского завода и крестьян с окрестных слобод. Значительный контингент составили люди, направлявшиеся из центральной России в Сибирь, в основном старообрядцы, гонимые петровской властью. Основная масса переселенцев была из-под Москвы, из Тулы, с реки Керженец (из-за чего на Урале староверы получили название кержаков). С тех пор Екатеринбург сформировался центром всего Урало-Сибирского старообрядчества. Кроме того, здесь остался тобольский полк в качестве крепостного гарнизона. Существует также версия, что на Шарташ переселились бунтовавшие в Москве стрельцы. В результате уже в 1720-е годы численность населения Екатеринбурга составляла около 4 тысяч человек. Первые годы жизни нового поселения отличались суровыми порядками: завод-крепость строился силами подневольных рабочих, из-за голода и тяжёлых условий труда к побегу стремились не только каторжники, но иногда и охранявшие их солдаты. Нередко пойманных людей приговаривали к казни. А в 1737 году по распоряжению Татищева на стрелке Городского пруда был организован тюремный острог, соответствовавший всем признакам концлагеря — «Заречный тын», он предназначался для пожизненного заключения старообрядцев.
К середине XVIII века на фабриках и мастерских завода производились практически все технические изделия, известные для того времени. В 1742 году академик Иоганн Гмелин, неоднократно посещавший город, заявил:

«Кто хочет познакомиться с горным и заводским делом, тому стоит только посетить Екатеринбург»

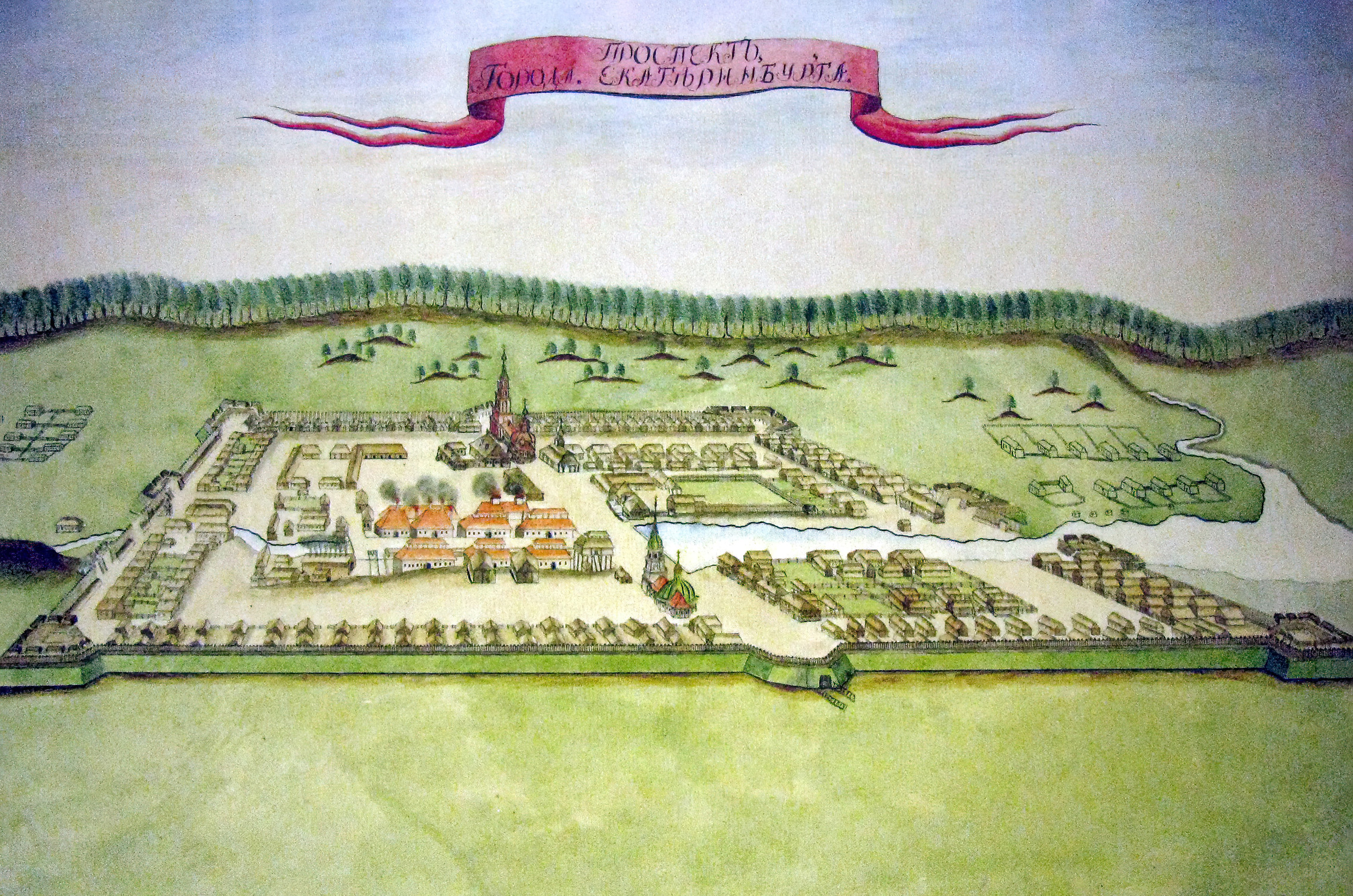
И. Ушаков. Екатеринбург в 1734 году

Кроме этого, в 1725 году чуть выше Екатеринбурга была построена плотина, на которой в 1726 году заработал Верх-Исетский казённый Цесаревны Анны железоделательный завод. В последующие годы он служил вспомогательным для Екатеринбургского завода — переделывал из чугуна железо на своих молотовых фабриках и, в случае необходимости, спускал для Екатеринбурга воду из более крупного Верх-Исетского пруда. В этом же году основан Верхне-Уктусский железоделательный казённый завод Цесаревны Елизаветы. В результате Екатеринбург оказался в центре целой системы плотно расположенных заводов, в «сердце горного Урала». К началу XX века эти заводы вместе со своими поселениями срослись с Екатеринбургом.
Екатеринбург развивался как столица горнозаводского края, раскинувшегося по обе стороны Уральского хребта: в ведении Горной канцелярии, располагавшейся здесь, находились все заводы на территории от Казанской губернии на западе до Алтая и Забайкалья на востоке.

## Екатеринбург во времяПугачёвского восстания
Во время Крестьянской войны 1773—1775 годов на Урале часть рабочих и горнозаводских крестьян примкнула к восставшим. Полностью к восстанию присоединились 64 из 129 действовавших на тот момент заводов Урала, однако основная их часть располагалась на Южном Урале. На Среднем Урале рабочие некоторых заводов выступили в защиту существующих порядков, и давали отпор бунтовщикам. При этом росло и число сочувствующих мятежникам. С ноября 1773 года Екатеринбург стал основным центром антипугачёвской борьбы в горнозаводском крае. Руководство обороной города легло на начальника Горной канцелярии полковника В. Ф. Бибикова — его офицеры к декабрю 1773 года сосредоточили в Екатеринбурге 1200 ополченцев с Тагильских, Невьянских и других окрестных заводов. Деятельное участие в борьбе с пугачевщиной на заводах принял асессор горной канцелярии М. И. Башмаков. В Екатеринбурге в то время проживал один из богатейших людей страны, владелец Сысертских горных заводов А. Ф. Турчанинов, который лично руководил обороной располагавшегося к югу от города Сысертского завода, построил на свои деньги укрепления, по сути превратив завод в мощную крепость, вооружил мастеровых. У Сысертского завода было неоднократно отбито наступление прибывающих с юга бунтовщиков, это сыграло важную роль в итоговой победе. Впоследствии Екатерина II за проявленное мужество и заслуги перед государством даровала Турчанинову потомственное дворянство.
Непосредственную угрозу Екатеринбургу создавал корпус под предводительством Ивана Белобородова — одного из сподвижников Емельяна Пугачёва. В январе — феврале 1774 года численность его отрядов по разным данным насчитывала от 1500 до 3000 человек. Во второй половине января Белобородов занял Шайтанский (Е. Ширяева), Билимбаевский, Ревдинский, Бисертский и Сылвенский заводы, 11 февраля был взят Уткинский завод. На захваченных территориях к отрядам Белобородова присоединялись новые сторонники. Следующей целью восставших было окружить Екатеринбург. Крепость выдерживала осаду, но одновременно нарастало разногласие среди офицеров, которые были недовольны полковником В. Ф. Бибиковым. Среди жителей не было уверенности относительно успеха обороны, и вскоре из Екатеринбурга даже бежали власти. Несмотря на это, город так и не был взят — помогло прибытие подкрепления из правительственных войск под руководством секунд-майора Д. О. Гагрина, которые 26 февраля 1774 года освободили захваченный мятежниками Уткинский завод. Отряд Белобородова отправился им навстречу, где и был полностью разбит. Как отметил Д. Н. Мамин-Сибиряк, Пугачёвщиной и закончилось значение Екатеринбурга как крепости.
Также в эти годы было завершено строительство Богоявленского собора (1771—74), который на протяжении последующих 100 лет являлся архитектурной доминантой города.

## «Окно в Азию»

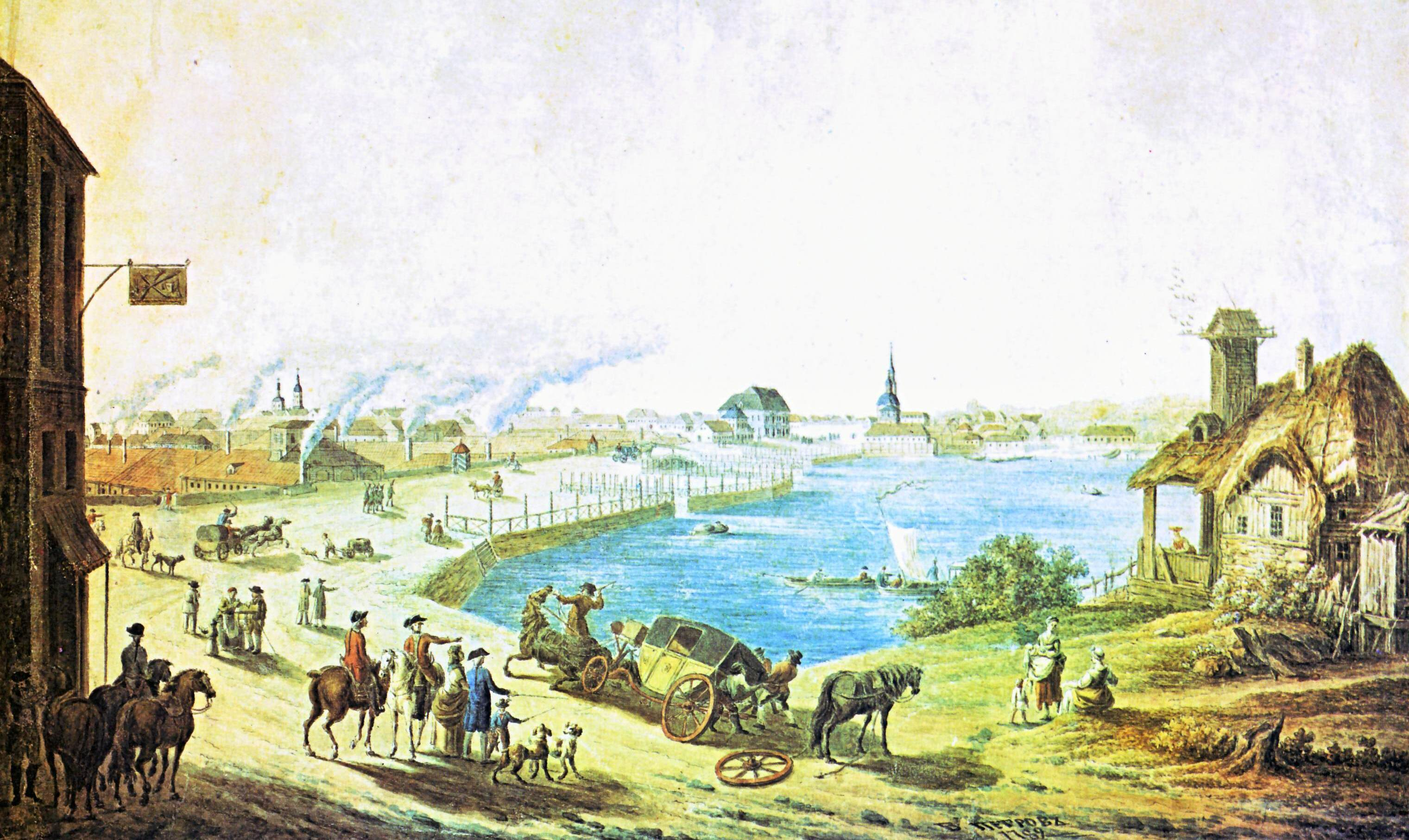
Екатеринбург (заводская плотина) в 1789, картина В. П. Петрова

После подавления Пугачёвского восстания Екатерина II провела административную реформу, в соответствии с которой в 1780 году на Урале было образовано Пермское наместничество, включающее в себя две области — Пермскую и Екатеринбургскую, которые состояли из 16 уездов. Для роли административного центра было выбрано поселение Егошихинского завода, которое хоть и уступало Екатеринбургу по населению, но имело более выгодное расположение — на судоходной реке Каме и ближе к Центральной России, в то время как Екатеринбург находился за Уральским хребтом. В 1781 году на базе Егошихинского завода был построен губернский город Пермь. Екатеринбург, насчитывающий в то время более 8 000 жителей, в этом же году получил статус города (хотя выполнял соответствующие функции задолго до официального признания), но в административном плане отошёл на второстепенную роль: Главная горная канцелярия, располагавшаяся здесь, была реорганизована, и управление горной частью было подчинено казённой палате в Перми.

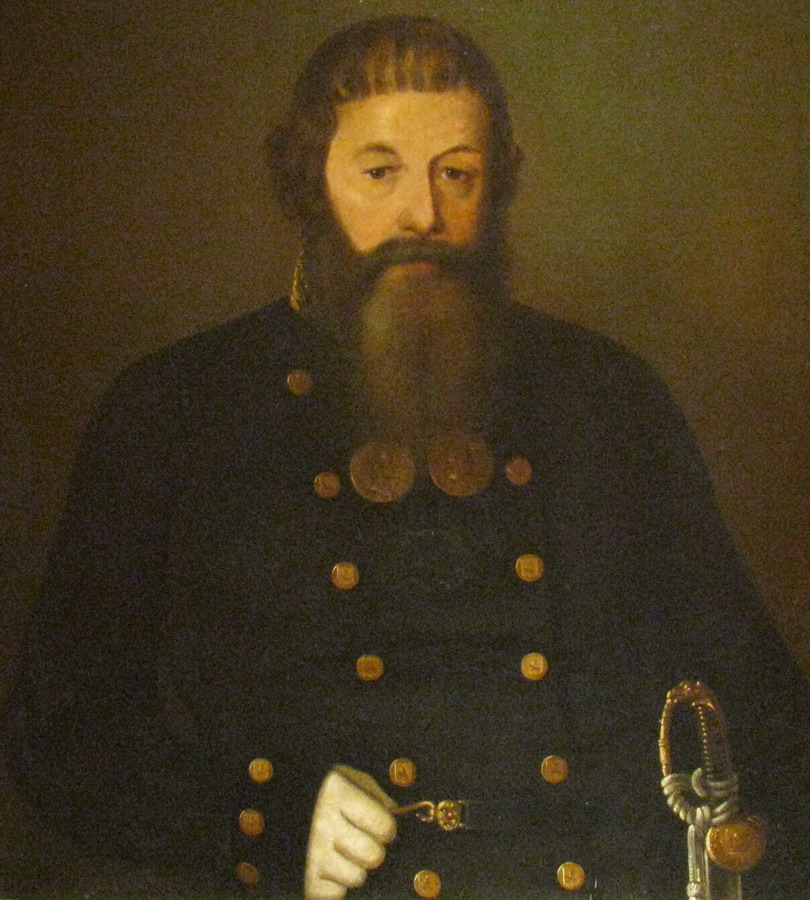
Рязанов Я. М. (1777—1849) — купец, трижды избирался на должность городского головы Екатеринбурга

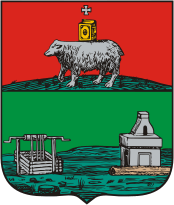
Герб Екатеринбурга, 1783

В 1783 году городу был присвоен герб. Помимо пермского символа — медведя c евангелием, расположенного на верхней половине, на нижней были изображены рудокопная шахта в виде колодезного сруба с воротом о двух рукоятях и плавильная печь с красным огнём, что символизировало горнодобывающую и металлургическую отрасли промышленности города.
3 сентября 1783 года состоялось торжественное открытие проложенной через молодой город главной дороги Российской империи — Большого Сибирского тракта. Это послужило импульсом для превращения Екатеринбурга в транспортный узел, торговый город. Таким образом, Екатеринбург, в числе других пермских городов, стал городом-ключом к бескрайней и богатой Сибири, «окном в Азию», подобно тому, как Санкт-Петербург был российским «окном в Европу».
В 1787 году состоялись первые выборы в городскую думу, в которой вплоть до середины XIX века доминировали купцы-старообрядцы. Основными занятиями купечества были салотопенное, мыловаренное, кожевенное производства, торговля мясом и скотом, подряды на перевозку металлов; первый маслобойный завод основан в 1776 году, кожевенный — в 1782 году, мыловарение началось с 1787 года, солодовенный промысел — с 1785 года. В 1796 году был создан Екатеринбургский мушкетёрский полк.
В 1796 году, согласно реформе Павла I, Пермское наместничество было преобразовано в губернию, а области упразднены. Екатеринбург стал уездным городом Пермской губернии. Тем не менее, Екатеринбург ещё долгие годы превосходил губернскую Пермь по числу жителей, объёму промышленности и торговли.

## Горный город

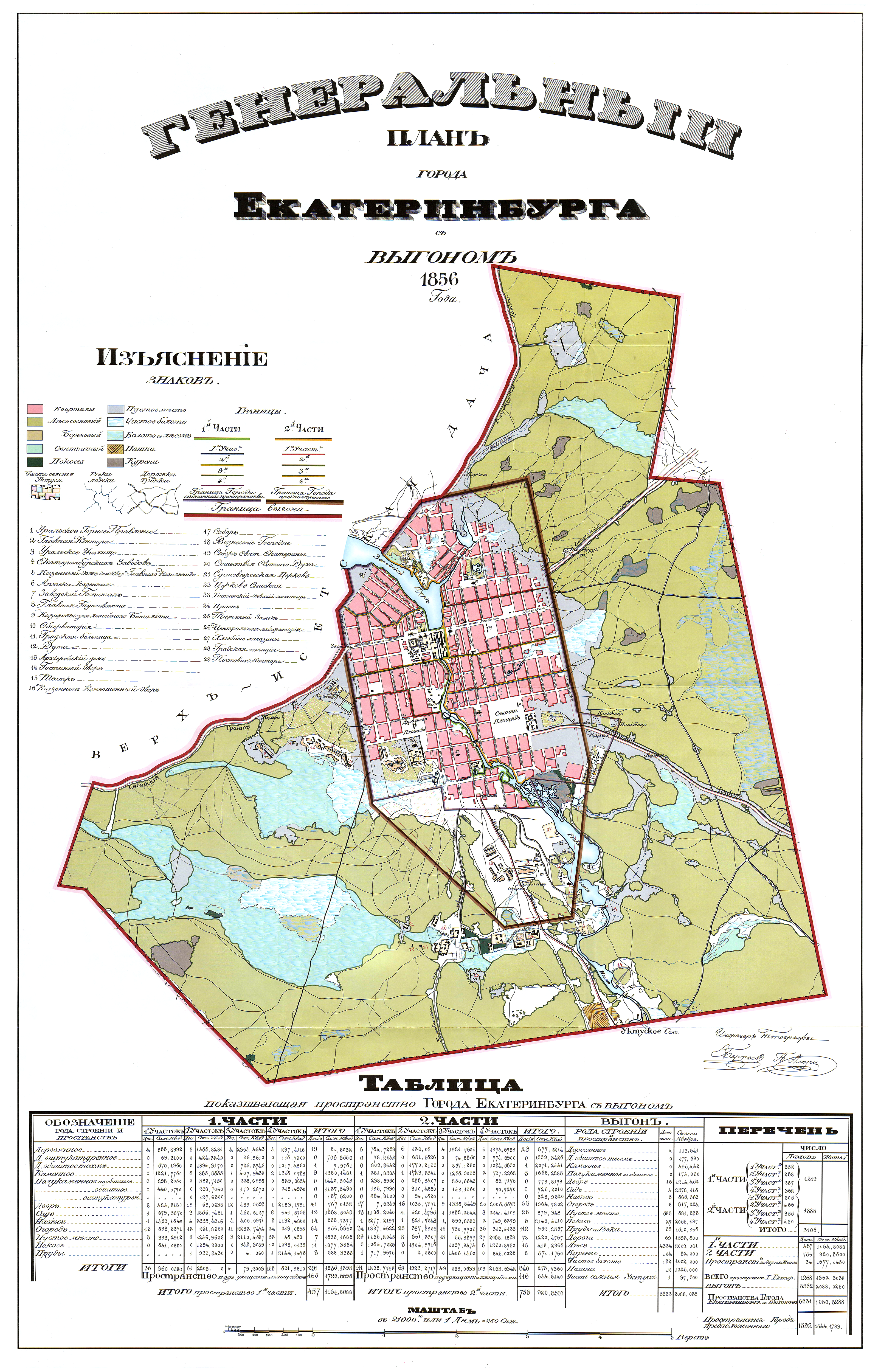
План Екатеринбурга с окрестностями 1856 года

В 1807 году по проекту Горного положения Екатеринбург удостаивается статуса «горного города», что давало право на особое управление. С тех пор Екатеринбург пользовался значительной свободой от властей Пермской губернии, хотя и оставался её уездным городом, и находился в прямом управлении Екатеринбургского Горного начальника, министра финансов и лично императора. В 1808 году был закрыт Екатеринбургский железоделательный завод, здание и оборудование которого переданы Монетному двору и Нижне-Исетскому заводу. Впоследствии на базе Монетного двора вступила в строй казённая механическая фабрика, в 1830-е годы заработала частная механическая фабрика, и промышленность Екатеринбурга начала приобретать новую специализацию — машиностроение.
Одновременно с этим в начале XIX века наблюдался расцвет золотодобывающей промышленности. В «Екатеринбургской золотой долине», как её назвал специалист горного дела А. С. Ярцов, было открыто 85 месторождений драгоценного металла, находившихся в ведении казны. Наиболее богаты были месторождения в верхнем течении Исети, в черте города. В Екатеринбургском округе на протяжении нескольких лет успешно действовали золотоискательские партии, руководимые знатоками горного дела.
С 1820-х годов самые богатые из екатеринбургских купцов занялись разработкой приисков россыпного золота в Западной Сибири (см. также статью Золотая лихорадка в Сибири). В 1826 году екатеринбургский купец Яким Рязанов одним из первых в России получил разрешение заниматься золотопромышленностью. В компании с другими екатеринбургскими купцами он разрабатывал прииск в районе реки Кундустуюл Томской губернии. Крупным золотопромышленником был Тит Зотов, владевший приисками по реки Севагликон Енисейской губернии. Екатеринбургские купцы контролировали большую часть российского рынка драгоценных металлов и самоцветов.
(о Екатеринбургском «горном царстве») 
 Это было настоящее государство в государстве, беспримерное существование которого требует серьёзного изучения; тут были свои законы, свой суд, своё войско и совершеннейший произвол над сотнями тысяч горнозаводского населения...
В 1831 году Яков Коковкин открыл первую изумрудную жилу на речке Токовой; изумрудные копи оказались очень богатыми. Только за первые 30 лет работы на копях добыли 2227 килограммов изумрудов. А Екатеринбургская императорская гранильная фабрика, например, только в 1835 году отправила в Кабинет Его Императорского Величества 550 изумрудов и 1120 искр. С тех пор, кроме золотых и изумрудных жил, на Урале были открыты месторождения сапфиров, аквамаринов, алмазов и других драгоценных, полудрагоценных и поделочных камней, Екатеринбург стал одним из мировых центров художественной обработки цветного камня.
В 1831 году из Перми в Екатеринбург вновь переведено Главное заводов правление (Горная канцелярия) и резиденция Главного начальника горных заводов хребта Уральского. Теперь в его ведении находились все казённые и частные горные заводы на территории Пермской, Вятской, Казанской и Оренбургской губерний. По инициативе горного начальства в городе учреждаются горный музей (1834 год), метеорологическая обсерватория (1836), открывается первый профессиональный театр (1847) и горное училище (1853). В это время наибольшее влияние на городскую жизнь оказывал главный начальник горных заводов Хребта Уральского Владимир Андреевич Глинка. Во времена «горного царства» Екатеринбург обладал уникальным статусом — находился не в гражданском, а в военном ведомстве и поэтому не подчинялся губернским властям в Перми. Всё в городе делалось с разрешения Главного начальника горных заводов, на которого в свою очередь мог повлиять только император. Своего апогея это военное положение достигло во времена правления императора-реакционера Николая I. 31 июля 1860 года было открыто женское училище второго разряда с четырёхлетним курсом обучения.

## Екатеринбург послереформы 1861 года
После отмены крепостного права горная промышленность Урала переживала тяжёлый кризис. Некоторые предприятия прекратили существование, в их числе оказались ранее прославленные механическая фабрика и монетный двор. В 1863 году городская общественность и особенно купечество, уставшее от тягот военного режима, добились отмены статуса «горного города» и переподчинения более покладистой губернской власти. Тем самым Екатеринбург превратился в обычный уездный город. В 1872 году избрана новая городская дума по цензовому принципу. Влияние горных властей в Екатеринбурге постепенно уменьшалось, что положительно сказывалось на развитии новых отраслей хозяйства — транспорта, лёгкой и пищевой промышленности, сферы услуг. Открывались крупные кредитно-финансовые учреждения: с 1847 года в Екатеринбурге работала лишь контора Государственного коммерческого банка для кредитования горной промышленности, а в 1864 году был учреждён Общественный банк, основу капитала которого составили средства из городского бюджета; в 1871 году появилось отделение Волжско-Камского банка — первого в городе коммерческого кредитного учреждения; в 1872 году в Екатеринбурге создан Сибирский торговый банк, ставший к началу XX века одним из крупнейших в стране. В 1870 году основано Уральское общество любителей естествознания (УОЛЕ), бывшее единственным научно-краеведческим движением на Урале и одним из крупнейших в Российской империи.

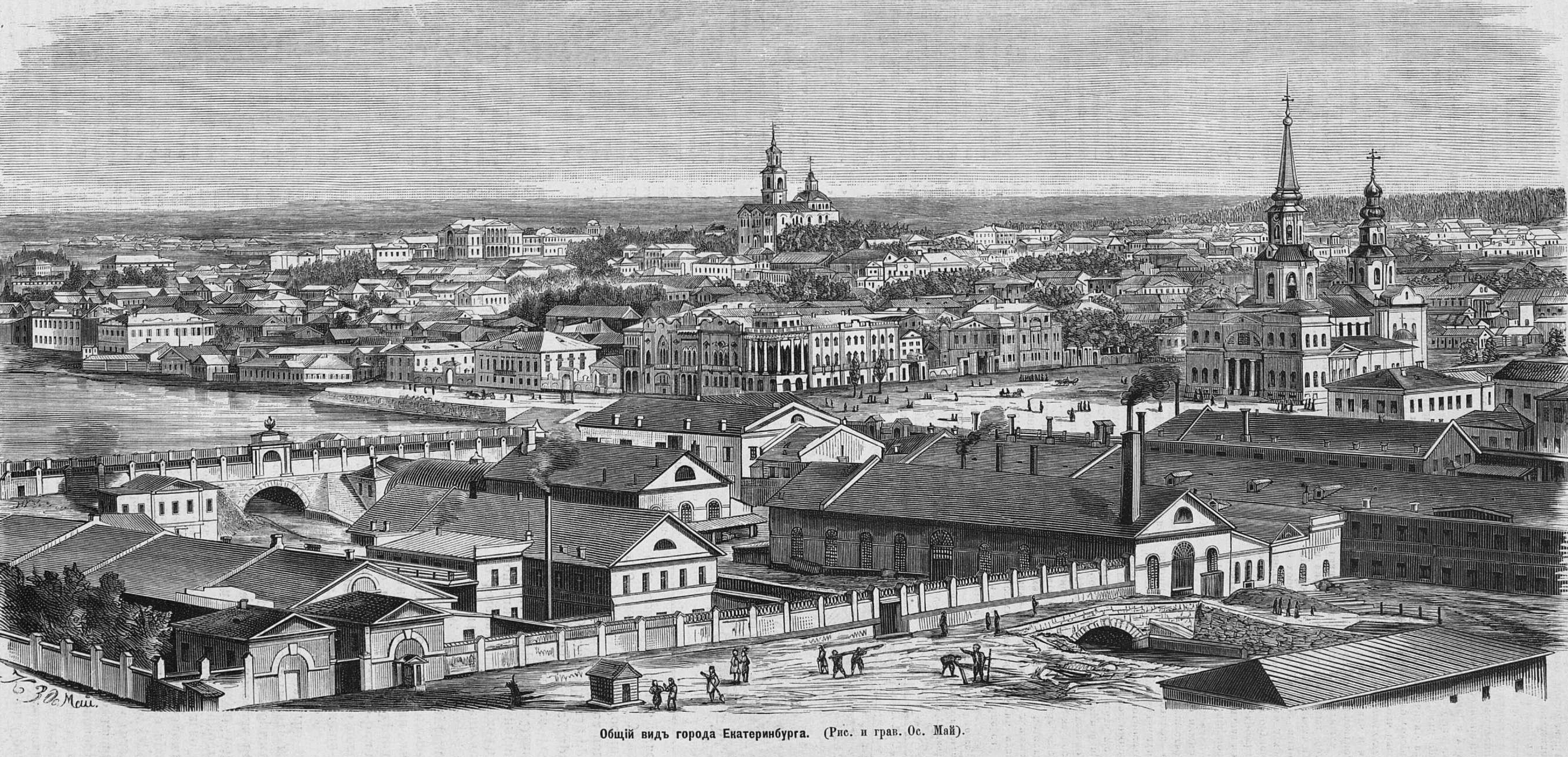
Екатеринбург, общий вид, 1874 год. На переднем плане монетный двор и гранильная фабрика,
за ними — Екатерининская площадь

В 1878 году через Урал проложена первая железная дорога, связавшая Екатеринбург с губернской Пермью. В 1888 году построена железная дорога Екатеринбург — Тюмень, а в 1897 году — железная дорога на Челябинск, которая дала выход к Транссибирской железной дороге; начато строительство ветки на Казань. Екатеринбург становится крупнейшим железнодорожным узлом.
Появление сети железных дорог способствовало развитию пищевой промышленности, в особенности мукомольной. В 1884 году заработала первая на Урале паровая мельница екатеринбургского городского головы И. И. Симанова, ставшая ведущим предприятием этой отрасли в Урало-сибирском регионе. В начале XX века фабрикант Борчанинов построил в городе ещё одну крупную мельницу.
Большое значение для экономической и общественной жизни города сыграла прошедшая в Екатеринбурге в 1887 году по инициативе городского головы И. И. Симанова Сибирско-Уральская научно-промышленная выставка. К 1904 году в население Екатеринбурга превысило 50 тысяч человек, в городе (не считая Верх-Исетского завода и других пригородов) насчитывалось 49 крупных промышленных предприятий с оборотом 4 миллиона 70 тысяч рублей и более 300 небольших кустарных заведений и мастерских.
Яркую характеристику екатеринбургского общества накануне Первой мировой войны дал предпоследний пермский губернатор Иван Францевич Кошко, не раз посещавший город. В начале XX века в городе были свои миллионеры, но их благосостояние было не связано с горным делом. «Я знаю там нескольких миллионеров-мукомолов, но не могу назвать ни одного сколько-нибудь значительного состояния среди постоянных жителей Екатеринбурга, которое бы шло от горного промысла. Единственное исключение, кажется, это один скупщик старательской платины, но он скорее обыватель Тагильских заводов, чем города Екатеринбурга. Горное дело питает теперь в Екатеринбурге средние или мелкие предприятия. Таковы торговля изделиями из уральских камней Липина и Нурова, которые не обойдет ни один путешественник, приезжающий в Екатеринбург, и где можно получить великолепнейшие уральские камни, красоту которых не может даже убить грубая, аляповатая оправа и отделка, свойственная теперешним уральским ювелирам и гранильщикам. Если эти предприятия не создали своим владельцам крупных состояний, то виной здесь только отсутствие художественного вкуса, которым так страдают уральские поделки. Обе эти фирмы продают значительные партии уральских камней за границу, и я видел своими глазами, какие чудеса вкуса и изящества делают из этого материала пермские ювелиры».
К Первой мировой войне сформировалось довольно своеобразное высшее екатеринбургское общество. И. Ф. Кошко отметил несколько черт:
1. Своеобразный язык, поражающий выходца из дворянской России. «Люди все образованные, а вы на каждом шагу встречаете чисто простонародные обороты и словечки, уже более не употребляемые в интеллигентных слоях».
2. Исключительная веротерпимость — «нигде, может быть, не процветает религиозный индифференцизм так, как здесь».
3. Сильное влияние либерализма и резкая оппозиционность по отношению к правительству. «Самая правая и наиболее многочисленная здесь политическая партия — кадеты; представители её держат в своих руках все влияние как в городском, так и земском управлении».
4. Великолепие светских приёмов.
5. Активное участие в политике богатых дам Екатеринбурга. «Самые элегантные дамы при этом исповедуют самые прогрессивные убеждения и в своей общественной деятельности были нисколько не правее присной памяти наших стриженых нигилисток. Так что в Екатеринбурге прогрессивность убеждений вовсе не сопутствовала неряшествам внешности»[59].

## Революционный Екатеринбург
В начале XX века Екатеринбург — один из центров революционного движения на Урале. С 1905 года активной подпольной революционной деятельностью начал заниматься Я. М. Свердлов. Сначала он поселился в квартире, которую вместе со своим братом снимал местный революционер-большевик С. А. Черепанов. В городе Свердлов жил по чужому паспорту, постоянно меняя место жительства — всего в Екатеринбурге насчитывается 8 конспиративных квартир Якова Свердлова.
На следующий день после объявления Манифеста 17 октября 1905 года местные социал-демократы приступили к организации митинга; была опубликована прокламация, объясняющая сущность царского документа. 19 октября на Кафедральной площади установили трибуну, с которой при большом скоплении народа начал выступать Свердлов. В разгар митинга появилась толпа погромщиков, ведомая черносотенцами. Выступление Свердлова было сорвано, а демонстрация обернулась кровавыми столкновениями с участием казаков. В память об этих событиях в 1919 году Кафедральная площадь Екатеринбурга была переименована в площадь 1905 года.
В окрестностях Екатеринбурга, подальше от полиции периодически проводились большевистские сборы и революционные массовки. Одними из таких мест были Генеральская дача и Каменные палатки. В 1913 и 1914 году в Екатеринбург приезжал видный социалист, будущий глава Временного правительства А. Ф. Керенский. Во второй приезд, находясь под надзором полиции, он сумел провести в городе сходку революционеров.

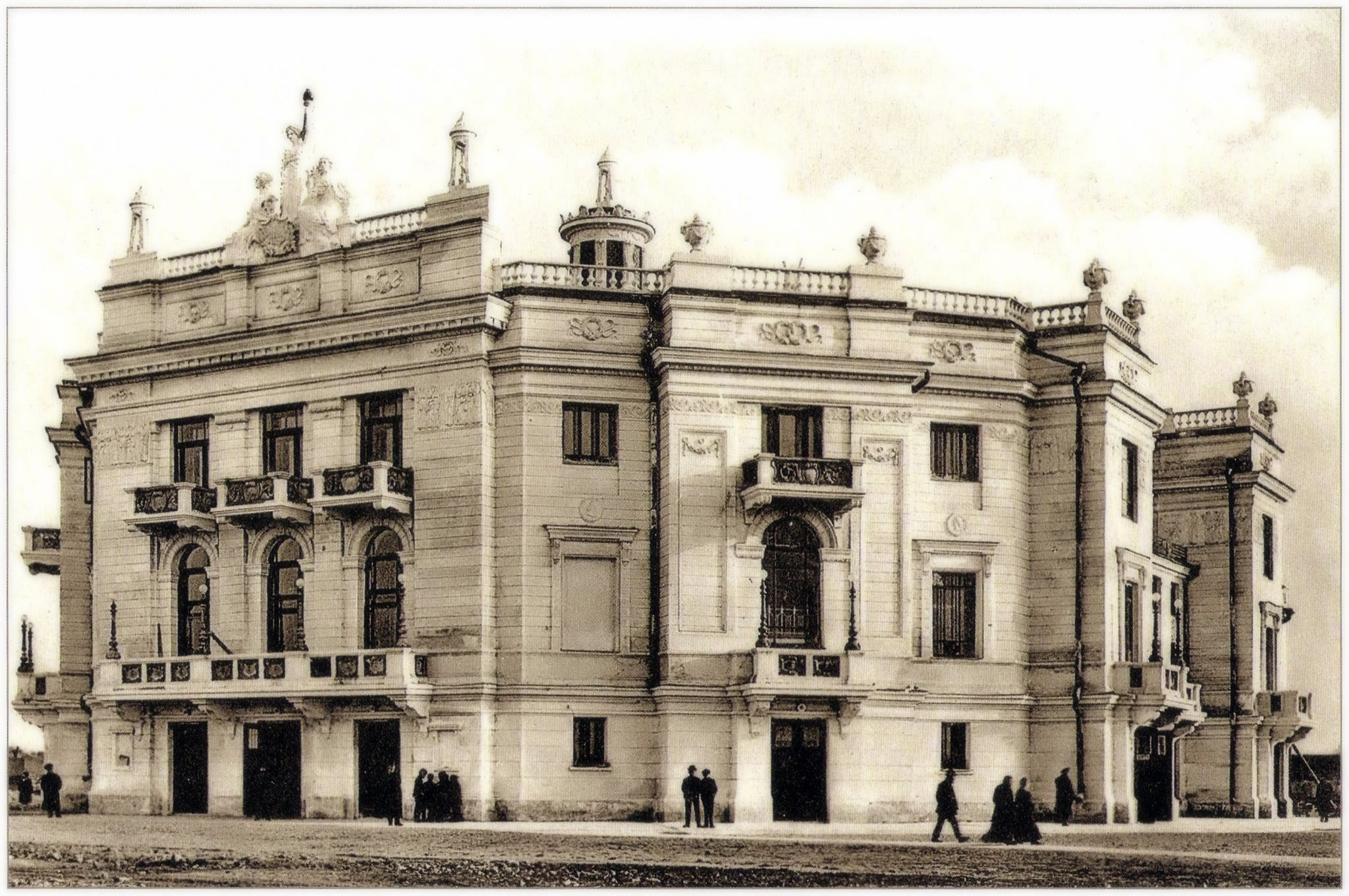
Здание оперного театра, где года была провозглашена советская власть

Из значимых событий начала XX века в жизни города можно выделить прошедший в 1911 году Всероссийский съезд старообрядцев, строительство нового городского театра (1904—1912), открытие товарной биржи. Также в это время начал активно обсуждаться вопрос об учреждении в городе высшего учебного заведения. На тот момент на Урале ещё не было вузов, и за право организовать у себя первый вуз развернулась борьба между Екатеринбургом и Пермью. В начале XX века Екатеринбург уже уступал губернской столице по числу жителей и особенно по финансовым возможностям, тем не менее, в 1911 году на заседании междуведомственной комиссии Министерства народного просвещения в Петербурге было принято решение в пользу города на Исети. Пройдя череду согласований, 3 июля 1914 года закон об учреждении уральского института был высочайше утверждён Николаем II. Однако вскоре началась война, и строительство затормозилось из-за нехватки средств, а тем временем в Перми в 1916 году при поддержке местного мецената Н. В. Мешкова учредили и построили университет. Таким образом де-факто первый уральский вуз появился в Перми. Екатеринбургский горный институт императора Николая II открыл двери лишь в октябре 1917 года — за несколько дней до большевистского переворота.

## Екатеринбург в годыГражданской войны
26 октября (8 ноября) 1917 года в городе бескровно была установлена советская власть. В январе 1918 года была образована Екатеринбургская губерния, а в 31 марта был создан Уральский военный округ с центром в Екатеринбурге. В екатеринбургскую тюрьму был заключён бывший глава Временного правительства Г. Е. Львов, однако через 3 месяца Львова, и ещё двоих арестантов выпустили до суда под подписку о невыезде, и Львов тут же покинул Екатеринбург. 30 апреля 1918 года из Тобольска в Екатеринбург перевезли арестованных последнего российского императора Николая II и членов его семьи с немногочисленной прислугой. Их разместили в «Доме особого назначения» — бывшем особняке инженера Ипатьева и передали под надзор и ответственность УралОблСовета. В июле 1918 года к городу подступали части Сибирской армии, под этим предлогом руководство УралОблСовета приняло решение о расстреле царской семьи. В ночь с 16 на 17 июля 1918 года оно было исполнено в подвале дома Ипатьева (подробнее см. Расстрел царской семьи ).

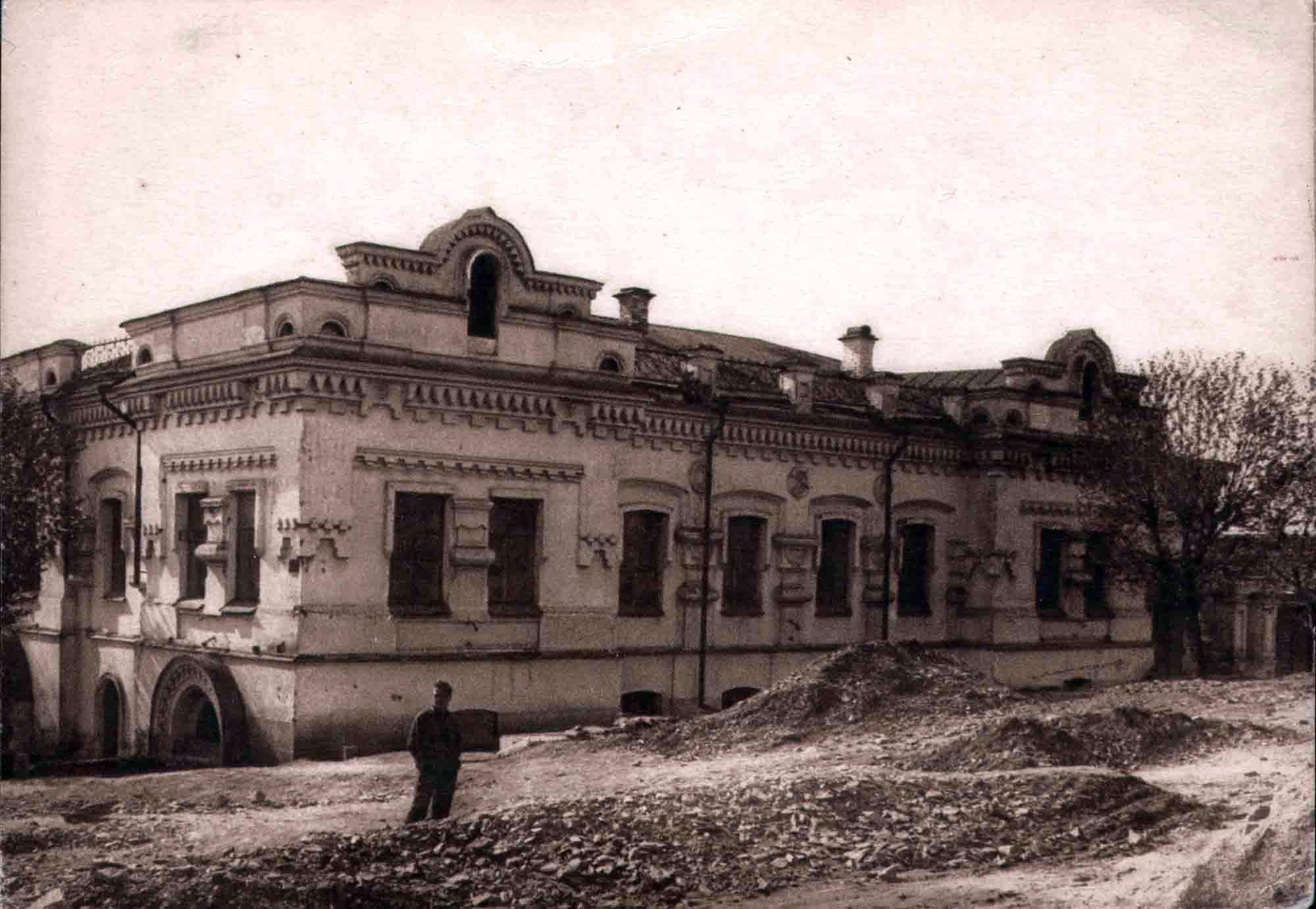
Дом Ипатьева. 1928 год. Первые два окна слева и два окна с торца — комната царя, царицы и наследника. Третье окно с торца — комната великих княжон. Внизу под ней — окно подвала, где были расстреляны Романовы

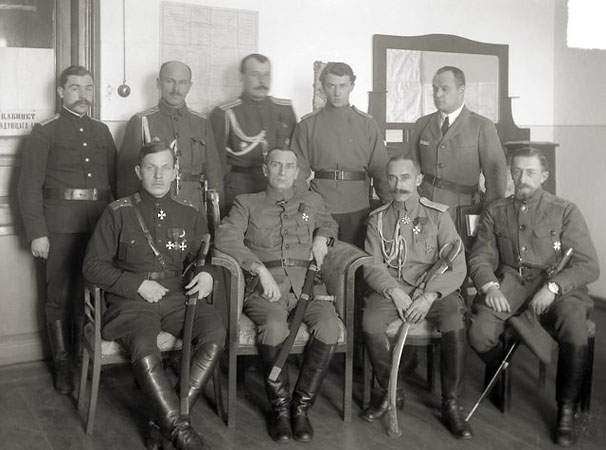
Штаб Сибирской армии в Екатеринбурге. В нижнем ряду (слева направо) Р. Гайда, А. Колчак, Б. Богословский

Спустя 10 дней Екатеринбург был занят частями чехословацкого корпуса под руководством С. Н. Войцеховского. В течение последующих 12 месяцев город находился под контролем антибольшевистских сил. Возобновила работу городская дума, в город приехало несколько депутатов Всероссийского учредительного собрания, в том числе В. М. Чернов. Было создано Временное областное правительство Урала во главе с П. В. Ивановым, передавшее 26 октября власть сформированной в Уфе Директории. 18 ноября 1918 года адмирал Колчак назначил Начальником Уральского края С. С. Постникова. Екатеринбург стал одним из центров военного управления Восточного фронта белых, сюда планировали перенести ставку Колчака. Однако в ходе наступательной Екатеринбургской операции 2-й и 3-й армий РККА 14 июля 1919 года красные вновь заняли город. Были восстановлены советские органы власти и Екатеринбургская губерния с центром в городе Екатеринбург.

## Столица Урала

Территория Уральской области

После установления советской власти политический центр Урала перемещается из Перми в Екатеринбург. 19 октября 1920 года по декрету, подписанному Лениным, в Екатеринбурге организован первый университет — Уральский университет в составе политехнического, педагогического, медицинского и других институтов.
Начинается восстановление разрушенных войной предприятий, которые после революции были национализированы: вновь заработали завод «Металлист» (бывший Ятеса), Верх-Исетский завод (бывший Яковлева), льнопрядильная фабрика имени Ленина (бывшая Макаровых) и другие.

Мемориальная доска в память о присвоении городу имени Якова Свердлова

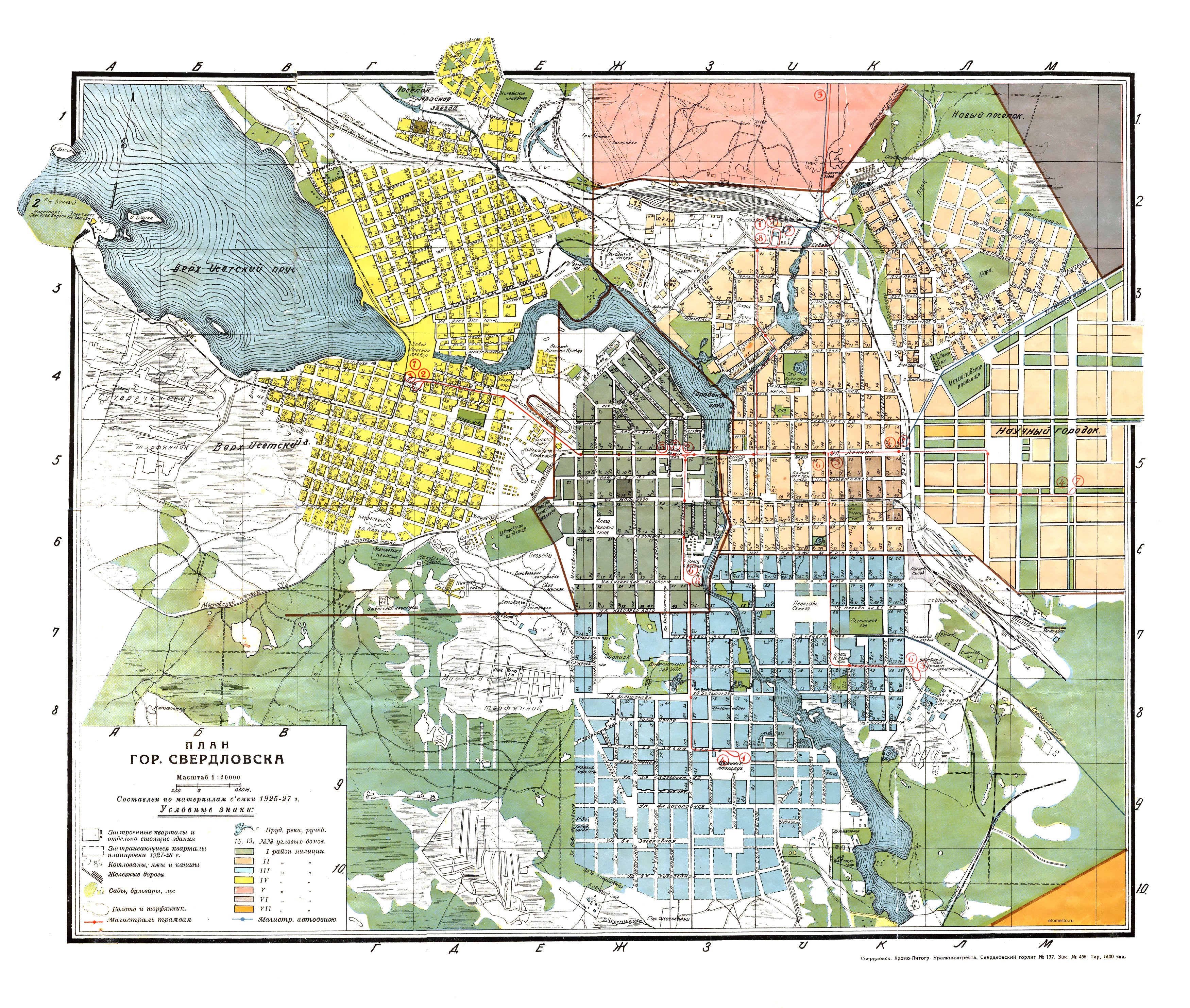
План Свердловска 1932 года

В 1923 году Екатеринбург стал административным центром огромной Уральской области, которая по размерам превышала территорию нынешнего Уральского федерального округа и включала в себя практически все регионы Большого Урала. В 1924 году горсовет вынес решение о переименовании столицы новой области в Свердловск — в честь Якова Свердлова. В эти годы город опередил по численности населения Оренбург и стал крупнейшим городом Урала, сохраняя этот статус до сих пор.
В 1925 году была введена система водопровода. В 1929 году была сооружена мощная для того времени радиостанция РВ-5 имени Свердлова, в город пришло радиовещание. В больших объёмах строились новые жилые и общественные здания — комплекс Втузгородка (1929—34), «Городок чекистов» (1929—36), жилкомбинат второго дома Горсовета (1930—32), Дом Связи (1934), Дом Печати (1930), Дом Контор (1930), Дом Промышленности (1931 — конец 1960-х). Созданы новые театры — драматический (1930), музыкальной комедии (1933), юного зрителя (1930), Филармония (1936); открываются новые музеи — Геологический в 1930 году, Картинная галерея в 1936 году. Проводятся огромные работы по благоустройству, открыты новые парки и сады — Центральный парк культуры и отдыха им. Маяковского (1933), Дендропарк (1934), сады имени Энгельса (1926), имени Павлика Морозова (1931) и другие.
Во времена НЭПа получило развитие частное производство, в основном пекарное, швейное, сапожное, металлообработка. В 1927 году появилось первое предприятие промышленного хлебопечения — Свердловский хлебозавод. В 1929 году был создан Уральский научно-исследовательский и проектный институт обогащения и механической обработки полезных ископаемых (Уралмеханобр) — первый научно-исследовательский институт на Урале, позже начал действовать Институт гигиены труда и профессиональных заболеваний. 7 ноября 1929 года было запущено регулярное трамвайное сообщение. В 1932 году решением ЦИК СССР был создан Уральский филиал АН СССР в составе институтов химии, геохимии и геофизики.
В годы сталинской индустриализации из провинциального уезда город превратился в мощный индустриальный центр страны. Реконструируются старые и строятся новые крупные заводы, в том числе машиностроительные и металлообрабатывающие заводы-гиганты: в 1933 году было завершено строительство будущего флагмана отечественного машиностроения — Уралмашзавода, введены в эксплуатацию заводы «Дормаш» (будущий Уралкомпрессор) (1933), «Уралэлектромашина» (1935), Уральский турбомоторный (1939), Уральский завод тяжёлого химического машиностроения (1940). За это время население Свердловска выросло более чем в 3 раза, и он стал одним из самых быстрорастущих городов СССР. Укрепляется статус города как столицы Большого Урала: все грандиозные стройки того времени — Уралмаш, Магнитка, Челябинский тракторный — управлялись из Свердловска. Региональным властям в то время были даны очень большие полномочия.
17 января 1934 Постановлением ВЦИК Уральская область была разделена на три области — Свердловскую с центром в Свердловске, Челябинскую область с центром в Челябинске и Обско-Иртышскую область с центром в Тюмени.
После первых пятилеток началось разукрупнение областей, и с 1938 года (после выделения Молотовской области) Свердловск — центр Свердловской области в нынешних границах. К концу 1930-х годов в Свердловске насчитывалось 140 промышленных предприятий, 25 научно-исследовательских институтов, 12 высших учебных заведений.

## Великая Отечественная война

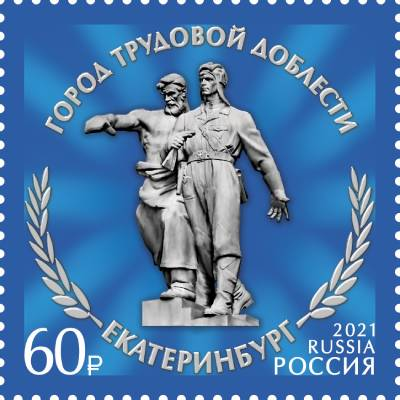
Почтовая марка. Серия «Города трудовой доблести». Екатеринбург. Памятник Уральскому добровольческому танковому корпусу

Наряду с другими уральскими городами Свердловск внёс значительный вклад для победы страны в Великой Отечественной войне. Всего на фронт ушло более 100 000 жителей города, 62 из которых были удостоены звания Героя Советского Союза, в их числе легендарный разведчик Н. И. Кузнецов, лётчики М. П. Одинцов и Г. А. Речкалов (дважды Герои Советского Союза). 41 772 человека так и не вернулись с войны, из них 21 397 были убиты в сражениях, 4 778 — умерли от полученных ранений в госпиталях, 15 491 — пропали без вести, 106 — были замучены в фашистских концлагерях. За самоотверженную трудовую деятельность в военные годы 12,9 тысяч горожан были награждены орденами и медалями, 26 промышленных предприятий Свердловска были удостоены правительственных наград. В городе располагался штаб Уральского военного округа, на базе которого было сформировано более 500 различных воинских частей и соединений, в том числе 22-я армия и легендарный Уральский добровольческий танковый корпус (из добровольцев Свердловска, Молотова и Челябинска).
Мощный промышленный потенциал города, сформировавшийся ещё в годы индустриализации, был переведён в режим военного времени. Свердловск стал крупнейшим эвакопунктом, сюда было эвакуировано более полусотни крупных и средних предприятий из западных регионов России и Украины. Некоторые из них сливались с однопрофильными, другие становились основоположниками новых отраслей свердловской промышленности. Уралмаш, приняв у себя Ижорский завод и ряд других предприятий, превратился в огромную площадку по производству бронетехники. Всего за годы войны заводом Уралмаш было выпущено 13,7 тысяч бронекорпусов для различных боевых машин, 7,1 тысяч башен тяжёлого танка «Клим Ворошилов», более 5 тысяч самоходных артиллерийских установок (в основном СУ-122, СУ-85), 731 танк Т-34. Верх-Исетский завод в короткий срок освоил выплавку легированных конструкционных и нержавеющих сталей для военной промышленности, Машиностроительный завод имени М. И. Калинина изготовил несколько тысяч зенитных установок 85-го калибра и противотанковых пушек 45-го калибра, Уралтрансмаш перешёл на выпуск танков Т-60 и комплектующих для САУ; Уралэлектроаппарат, принявший у себя эвакуированный из Воронежа завод имени Коминтерна, поставил на фронт 1711 реактивных миномётов «Катюша», каждый четвёртый советский танк выходил с двигателем, выпущенным на Уральском турбомоторном заводе. Эвакуированный из Киева завод «Большевик» способствовал появлению завода-гиганта химического машиностроения — Уралхиммаша, на базе оборудования Охтинского химического комбината возник Свердловский завод пластмасс — единственный в годы войны поставщик смол для изготовления дельта-древесины и авиафанеры. Киевский завод «Красный резинщик» положил основу Свердловскому шинному заводу, московский «Каучук» — Заводу резиново-технических изделий; за годы войны эти предприятия наладили производство всевозможных видов резиновых деталей для боевой техники, изготовили более 222 тысяч обрезиненных катков для 11 тысяч танков. Предприятия лёгкой промышленности были ориентированы на производство солдатского обмундирования, обуви и продовольствия. В целом, за годы войны объём промышленного производства вырос в 7 раз.

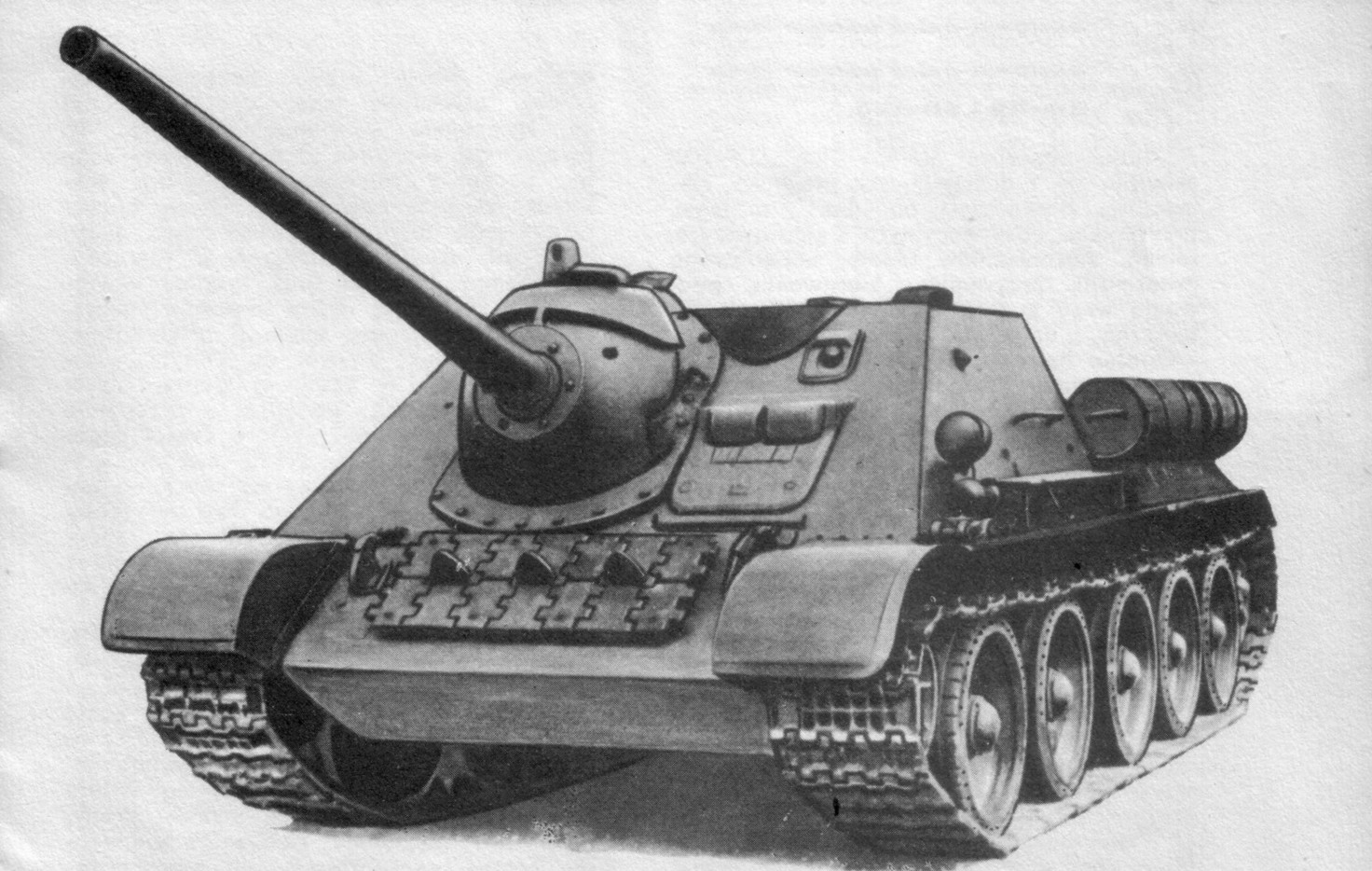
СУ-85

Велико участие Свердловска в Фонде Обороны — для пополнения фонда проводились воскресники, перечислялись компенсации за неиспользованные отпуска, средства местных вузов, творческих коллективов, православной епархии, личные сбережения горожан. Всего за годы войны Свердловск внёс в Фонд обороны свыше 55 миллионов рублей, большое количество облигаций, золотых и серебряных украшений — эти средства были израсходованы на строительство танков, самолётов, другой боевой техники. Благодаря патриотическому движению, направленному на поддержку фронта из Свердловска в подразделения действующей армии было отправлено более 87 тысяч шапок, полушубков, шарфов, пар валенок и варежек; кроме того, фронтовики получили от свердловчан свыше 300 тысяч посылок с подарками. В военные госпитали жители города сдали более 70 тонн донорской крови.
В годы войны Свердловск стал крупнейшим научно-образовательным и культурным центром. В 1941—42 годах здесь находился президиум АН СССР, ряд отраслевых институтов, было выполнено большое количество научных работ. Местные вузы плодотворно сотрудничали с эвакуированными — за военный период в уральской столице побывали МГУ им. Ломоносова, Киевская консерватория, Ленинградская лесотехническая академия, Белорусский лесотехнический институт, Киевский ветеринарный институт, Ленинградский горный институт, Московский торфяной институт, Военно-воздушная инженерная академия имени Н. Е. Жуковского. К Свердловскому отделению союза писателей СССР присоединились 44 приезжих, в их числе были Агния Барто, Фёдор Гладков, Евгений Пермяк, Мариэтта Шагинян, Анна Караваева, Юрий Верховский, Аркадий Коц, Лев Кассиль, Леонид Гроссман и другие; в городе работали 40 членов Союза композиторов СССР в том числе Тихон Хренников, Арам Хачатурян, Виссарион Шебалин, Рейнгольд Глиэр, Дмитрий Кабалевский и другие, в это время возникли Уральский народный хор и оркестр народных инструментов; под руководством свердловских художников были проведены выставки «Защита Родины» (1941), «Урал — кузница оружия» (1944). Свердловские музеи приняли на хранение фонды Государственного Эрмитажа (всего 1117 экспонатов), Херсонесского археологического музея Севастополя, в город были эвакуированы МХАТ имени А. П. Чехова и Центральный театр Красной Армии.
 «снарядами, танками, 
 тоннами стали 
 уральцы священную 
 клятву сдержали» 
22 апреля 1943 года указом Президиума Верховного Совета СССР Свердловск преобразован в город республиканского значения, 24 июня 1943 года в соответствии с приказом Главкома ВВС Красной армии на военном аэродроме «Кольцово» был образован аэропорт «Свердловск», начались гражданские авиаперевозки, в этом же году появилась Свердловская киностудия. Несмотря на войну, продолжала совершенствоваться инфраструктура: был запущен завод холодного асфальта, с помощью которого было асфальтировано 185 000 м² городских дорог и тротуаров. Были введены несколько новых трамвайных линий, в 1943 году появилось троллейбусное движение. Построено 436 новых жилых домов общей площадью 284 000 м², введена новая линия водопровода, на реке Чусовой построено Волчихинское водохранилище, решившее проблему водоснабжения города. На новый уровень поднялась социальная сфера и здравоохранение[уточнить], Свердловск разместил на своей территории 35 военных госпиталей, открыл 30 новых поликлиник и амбулаторий. Сосредоточение в городе эвакуированных промышленных предприятий, учреждений науки, образования, и культуры способствовали быстрому росту населения — за годы войны оно возросло с 423 тысяч до 621 тыс. человек.

## Город-миллионник
В послевоенное время для командования Уральским военным округом в Свердловск был направлен маршал Советского Союза Г. К. Жуков, пробывший здесь до 1953 года.
В этот период Свердловск был крупнейшим центром машиностроения и металлообработки, две эти отрасли дали к 1973 свыше 60 % продукции всех промышленных предприятий города. Расширяются старые и открываются новые производства — так, в 1962 году был построен цех сварных конструкций УЗТМ, в 1973 году введён крупнейший в Европе цех холодной прокатки трансформаторной стали (ныне ООО «ВИЗ-Сталь»). В 1947 году Уралмаш первым в мире организовал серийных выпуск карьерных экскаваторов с ковшами 3—5 м³, в 1958 году был выпущен первый шагающий экскаватор—драглайн ЭШ-25.100 (с объёмом ковша 25 м³ и вылетом стрелы 100 м), а в 1975 году — самый крупный и мощный советский шагающий экскаватор ЭШ-100.100. В 1961 году Турбомоторный завод выпустил самую мощную в мире теплофикационную паровую турбину на 100 тысяч кВт, а затем и на 250 тысяч кВт. Крупнейшие электростанции страны в эти годы оснащаются оборудованием, производимом на заводе Уралэлектротяжмаш, крупнейшие предприятия химической промышленности — оборудованием, производимом на Уралхиммаше. Более 80 % нефти в СССР добывают из скважин, разработанных буровыми установками УЗТМ. Машиностроительный завод имени М. И. Калинина, специализирующийся на производстве оборонной продукции, был также монополистом по выпуску малогабаритных электропогрузчиков. Возникают и новые отрасли — высокоточное приборостроение, радиоэлектронная и аэрокосмическая промышленность. Уже к 1965 продукция свердловских предприятий идёт на экспорт в 56 стран мира. В годы холодной войны Свердловск, как ключевой центр оборонной промышленности, был практически закрыт для посещения иностранцами.

Герб Свердловска, 1973

Для нужд растущего города появляются новые предприятия, ориентированные на потребительский рынок: птицефабрика (1946), завод ЖБИ (1958), фабрика «Уралобувь» (1958), камвольный комбинат (1959), жировой комбинат (1959), мебельный комбинат (1960) и другие.
В 1947—1957 новый облик придан главной площади города — Площади 1905 года, значительной перестройке подвергается проспект Ленина; при строительстве некоторых зданий были задействованы немецкие военнопленные. В 1953—59 годах велась комплексная застройка улицы Свердлова — «парадных ворот» города. С 1958 года начинается массовое индустриальное строительство; в 1960-е—1980-е годы в городе появляется целый ряд новых жилых районов, наиболее крупные из них — ВИЗ (основное строительство в 1969—73), Юго-Западный (1967—83), Новая Сортировка (1976—78), Комсомольский (1979—1983), Заречный (1983—86), Синие Камни (1986—1990). В 1987 году были введены рекордные 726 тысяч м² жилья. К концу 1980-х годов Свердловский завод крупнопанельного домостроения по выпуску продукции стал крупнейшим в СССР предприятием своей отрасли.
Активно возводятся культурные и спортивные сооружения: Дворец культуры металлургов (1957), Центральный стадион (1957 год, где в 1959 году прошёл единственный в истории города чемпионат мира по олимпийскому виду спорта — конькобежному), Киноконцертный театр «Космос» (1967, с огромной для тех лет вместимостью в 2400 зрителей), широкоэкранные кинотеатры «Мир» (1959) и «Южный» (1962), Дворец спорта (1972), Дворец молодёжи (1973), новый цирк (1980, прежнее здание цирка сгорело в 1976 году), новый ДК Уралмашзавода (1981, с первым в городе эскалатором), в 1967 году на стадионе «Юность» открыта первая в СССР искусственная конькобежная дорожка. Создаются и благоустраиваются парки и лесопарки, в том числе крупнейший Лесопарк лесоводов России на 700 га, Юго-западный лесопарк, Парк Победы, к 250-летию города реконструируется плотина Городского пруда и создаётся Исторический сквер на месте бывшего Екатеринбургского завода.
Открываются новые высшие учебные заведения — Институт инженеров железнодорожного транспорта (1956), Институт народного хозяйства (1967), Архитектурный институт (1972). В 1971 году на базе Уральского филиала АН СССР открыт Уральский научный центр АН СССР, объединивший 11 научно-исследовательских институтов. Создаются больничные комплексы, крупнейшие из них — т. н. медгородок в экологически чистом Юго-Западном жилом районе, больничный комплекс 27-й городской больницы в Октябрьском районе. В 1963 году для теплоснабжения города пущена теплотрасса от СуГРЭСа, в 1964 году через Свердловск провели газопровод Бухара—Урал, решив тем самым проблему газоснабжения. В 1975—1976 для водоснабжения города запущен каскад насосных станций от Нязепетровского водохранилища. В 1955 году построена студия телевидения (первая телепередача вышла 6 ноября этого года), с 1976 года вещание стало цветным. В 1983 году было начато сооружение второй в РСФСР (после Останкинской) телебашни. В числе крупных магазинов открыты новый Центральный универмаг (1965), первый в городе Универсам (1973), «Политическая книга» (1969) и «Книжный мир» (1971), «Океан» (1976). В конце 1970-х годов построены ряд транспортных магистралей, в том числе дублёр Сибирского тракта (1976), новый Московский тракт (1978). В 1980 году началось строительство метрополитена.

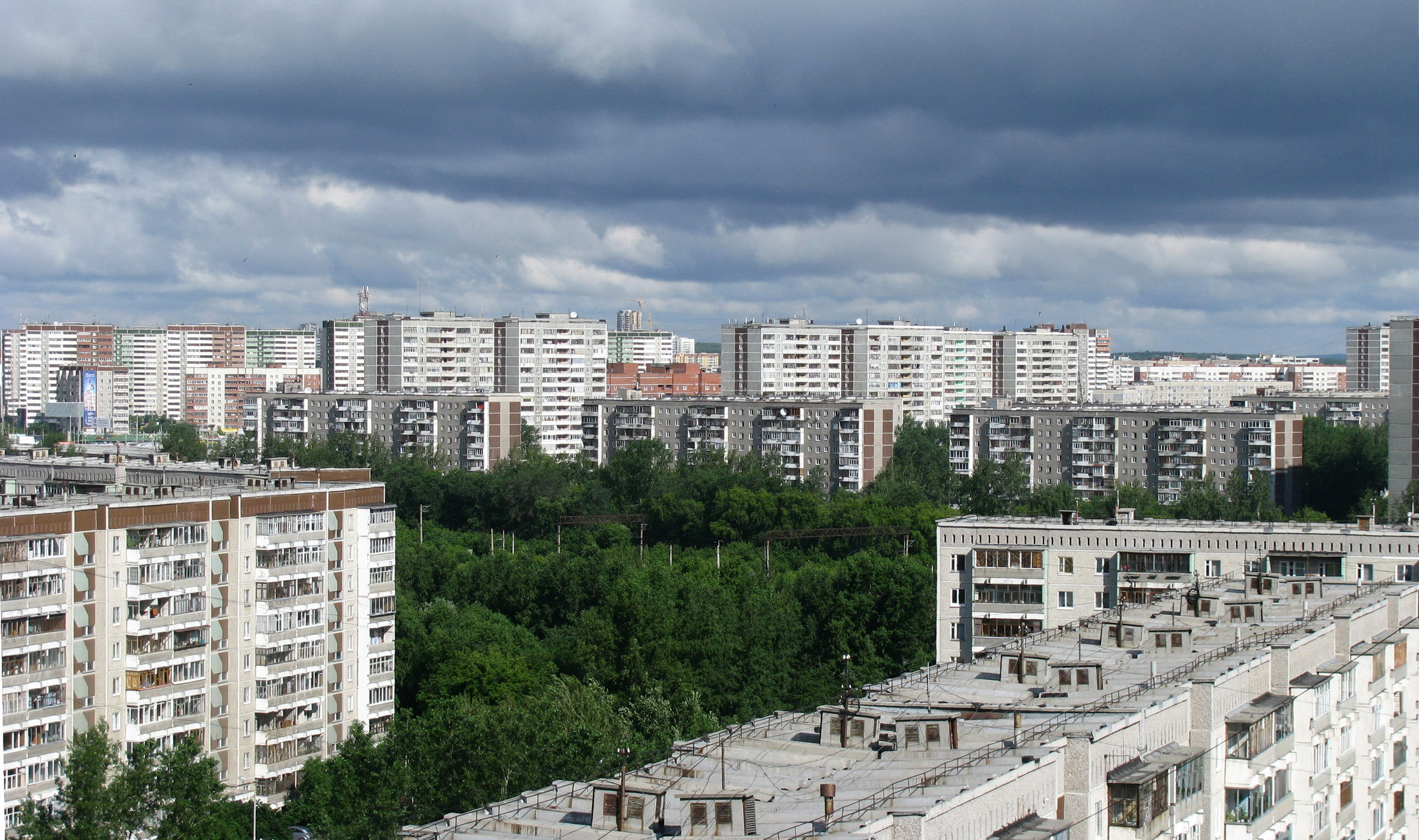
Микрорайон Новая Сортировка, застроенный в конце 1970-х годов

23 января 1967 года в городе родился миллионный житель и Свердловск стал одним из первых российских городов-миллионеров. В 1973 году Свердловск был награждён Орденом Ленина «за трудовые и научные заслуги, а также за вклад жителей города в обеспечение разгрома фашистских захватчиков и в связи с 250-летием со дня основания города». 18 ноября 1978 года впервые проводилось празднование Дня города, впоследствии ставшее традиционным. В 1979 году Свердловск внесён в список исторических городов России.
В 1975 году политбюро ЦК КПСС вынесло решение о сносе Дома Ипатьева. Исполнение этого решения в сентябре 1977 года легло на плечи Бориса Николаевича Ельцина, возглавлявшего в то время Свердловский обком КПСС.
Несмотря на ограничения для въезда иностранцев, город посещали деловые, культурные, спортивные делегации зарубежных государств. В 1963 году в Свердловске прошла встреча Н. С. Хрущёва с кубинским лидером Ф. Кастро. Кроме того в городе побывали делегации Индии во главе с Д. Неру и И. Ганди, Вьетнама во главе с Хо Ши Мином, Индонезии во главе с президентом Сукарно, КНДР во главе Ким Ир Сеном, Чехословакии во главе с президентом А. Запотоцким, Л. Свободой и Г. Гусаком, Финляндии с президентом Кекконеном, Ирана во главе с Р. Пехлеви, Венгрии во главе с Я. Кадаром, Эфиопии во главе с императором Х. Селассие I, ГДР во главе с В. Ульбрихтом, Э. Хонеккером, Югославии с президентом И. Броз Тито, Дании во главе с премьер-министром Е. О. Крагом, США во главе с Р. Никсоном, КНР во главе с Мао Цзэдуном. Город посетили парламентские делегации Болгарии, Великобритании, Польши, Чехословакии, Греции, Бирмы, Японии, Венесуэлы. По окончании VI Московского кинофестиваля, в рамках недели французских фильмов в городе гостили известные французские артисты.
В 1960 году силами 5-й армии ВВС и ПВО был сбит шпионский самолёт, пилотируемый Фрэнсисом Пауэрсом — подробнее см.  События в небе над Свердловском 1 мая 1960 года
В 1979 году в районе 19-го военного городка произошла эпидемия сибирской язвы — подробнее см. Эпидемия сибирской язвы в Свердловске . В 1988 году произошёл взрыв вагонов, перевозивших тротил и гексоген — подробнее см. Взрыв на станции Свердловск-Сортировочный 
Свердловск затронуло советское диссидентское движение — в 1969—1970 годах в городе действовала нелегальная молодёжная организация «Свободная Россия».

## Кризис начала 1990-х

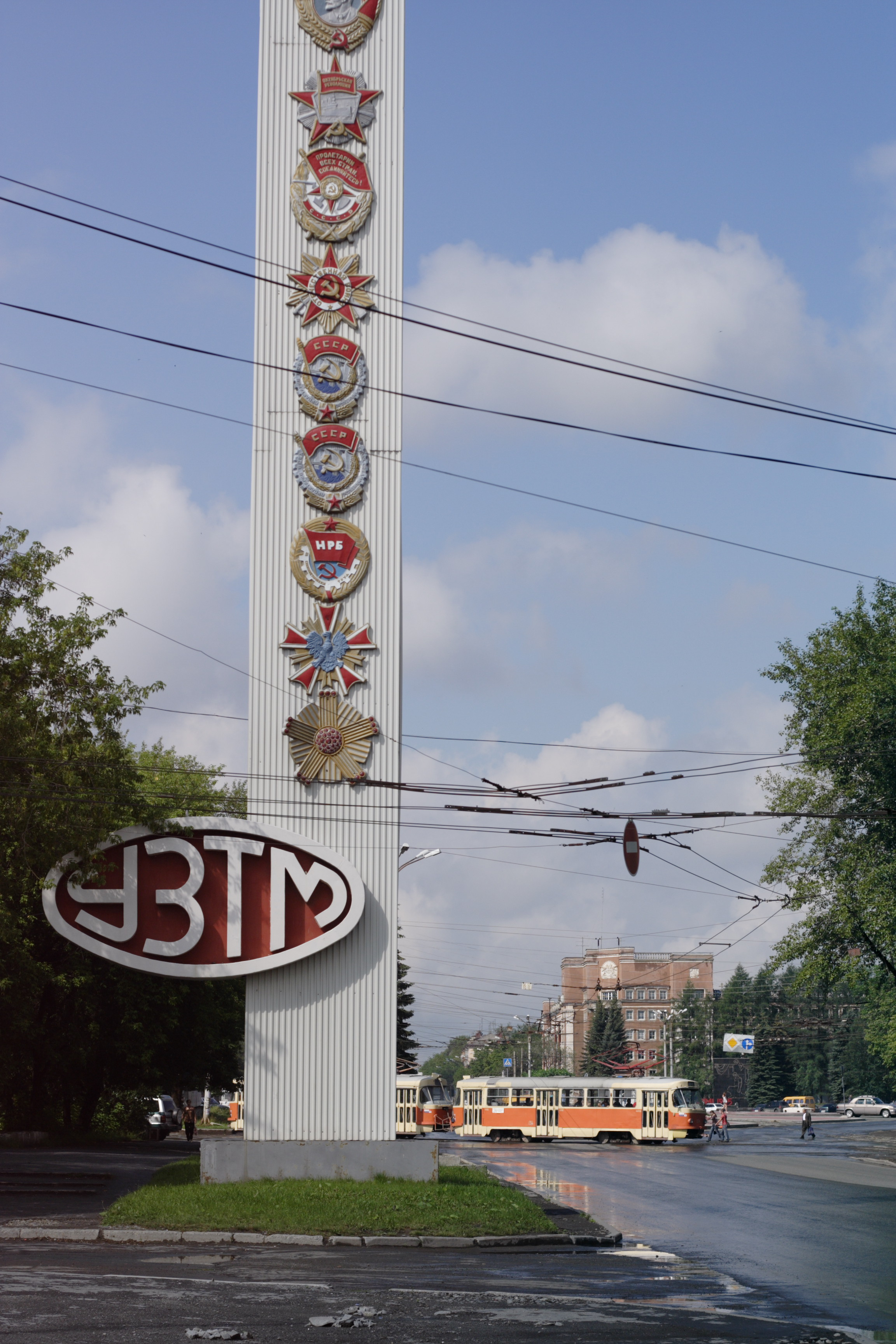
микрорайон Уралмаш стал центром одной из наиболее влиятельных и жестоких преступных группировок России 1990-х — ОПС «Уралмаш»

В марте 1990 года состоялись выборы в Свердловский городской и районные Советы народных депутатов. Председателем Свердловского горсовета был избран Ю. Е. Самарин.
В марте 1991 года на рефендуме о сохранении СССР Свердловская область единственная среди всех областей и республик проголосовала против сохранения СССР — «да» сохранению союза здесь ответили 49,33 % принявших участие в голосовании, при этом в Свердловске результат был ещё ниже и стал самым низким по стране — 34,17 %. В июне 1991 год Борис Ельцин на первых президентских выборах РСФСР набрал в Свердловске около 90 % голосов.
4 сентября 1991 года Свердловским городским Советом народных депутатов было принято решение вернуть городу изначальное имя. Были сняты ограничения на посещение иностранцами, и вскоре было открыто первое генеральное консульство — Соединённых Штатов Америки (в 1994). В декабре 1991 года вместо городского исполнительного комитета Совета народных депутатов образована Администрация города Екатеринбурга, в конце января 1992 года главой администрации был назначен А. М. Чернецкий. В октябре 1993 года Екатеринбургский городской Совет народных депутатов, как и все местные Советы, был распущен Указом Президента России Б. Н. Ельцина. В апреле 1994 года было избрано Екатеринбургское городское собрание представителей (в феврале 1995 года переименовано в Екатеринбургскую городскую Думу).
Перестройка и переход к рыночной экономике негативно отразились на многих сферах жизни города. Сокращалось производство на промышленных предприятиях, в особо тяжёлом положении оказались инертные заводы-гиганты, были урезаны маршруты городского транспорта, затянулось строительство метро (пусковой участок 1-й очереди открыт поэтапно в 1991—94 годы), с 1991 года было остановлено строительство телебашни, город заполонила хаотичная мелкорозничная торговля во временных павильонах и рынках. На эти годы пришёлся расцвет оргпреступности — «Уралмашевские», «Центровые» и «Синие» группировки превратили Екатеринбург в одну из «криминальных столиц» России. Криминальные войны вылились на улицы города, в 1993 году из гранатомёта были обстреляны здания Управления внутренних дел по борьбе с оргпреступностью и дом областного правительства (снаряд не долетел несколько метров до кабинета губернатора Эдуарда Росселя).
Несмотря на тяжёлое экономическое положение в 1990-е годы началась реализация крупных проектов в сфере дорожной инфраструктуры — в 1994 году запущено строительство Екатеринбургской кольцевой автодороги (ЕКАД), в 1997 году возобновлено приостановленное в 1990 году строительство прямой трассы до аэропорта — Кольцовского тракта, завершённое в рекордно короткие сроки — за 2 года.
Несмотря на тяжёлые времена, жители Екатеринбурга сохранили свои симпатии к Борису Ельцину, и в 1996 году на выборах Президента России подавляющее большинство горожан вновь поддержали его (в первом туре — 70,13 %, во втором туре — 84,5 %).

## Экономический подъём
Экономическое положение стало улучшаться к концу 1990-х годов. В 1997 году значительно обновлён автобусный парк города — было закуплено 168 новых сочленённых автобусов большой вместимости Ikarus-283. В 1998—1999 годах было запущено движение по Кольцовскому тракту, связавшему центр города с аэропортом. Строится ряд новых гостиниц (в 1998 году построен Atrium Palace Hotel — первый пятизвёздочный отель на Урале), торговых центров (в 2001 году сдан ТЦ «Дирижабль» общей площадью 50 тысяч м² — на тот момент крупнейший ТЦ на Урале, в 2005 — «Парк Хаус», в 2006 — «МЕГА» и «Карнавал», и другие), деловых комплексов (первый крупный — «Антей» в 2003—2004). В 2002 году сдана крупнейшая транспортная развязка на ул. Бебеля — Техническая, в 2003 году построен Дворец игровых видов спорта, в 2006—2011 произведена реконструкция Центрального стадиона. В 2008—2009 был реконструирован аэропорт Кольцово — построены новые терминалы и взлётно-посадочная полоса. С каждым годом растёт объём вводимого жилья, в 2007 году по уровню среднемесячной заработной платы Екатеринбург вышел на второе место среди городов-миллионников (после Москвы). В 2007 году на юго-западе города начато строительство нового жилого района — Академического, рассчитанного на 325 тысяч жителей, который представляет собой крупнейший в Европе проект комплексного освоения территории.

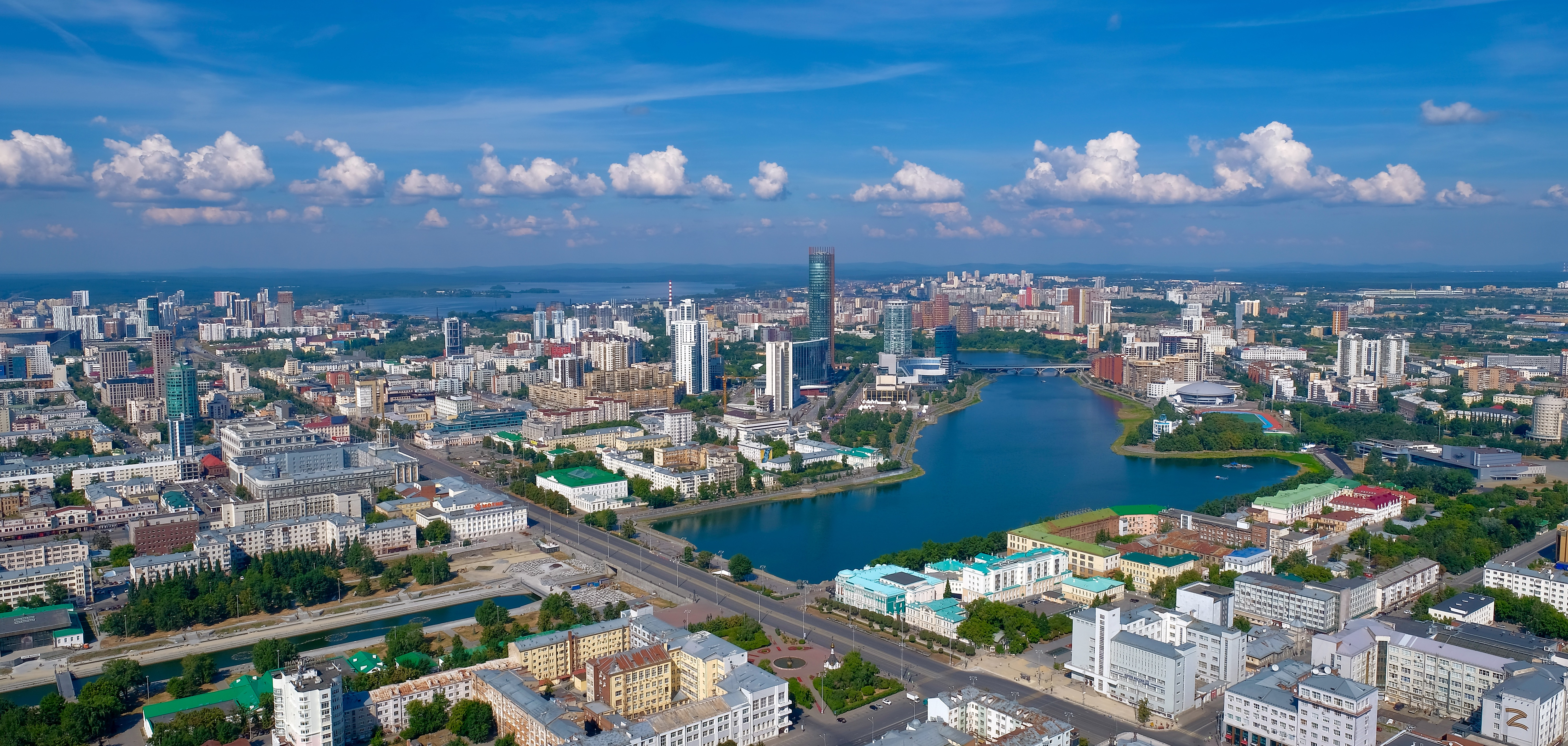
Современный Екатеринбург

В 2003 году в городе прошёл российско-германский саммит с участием глав государств Владимира Путина и Герхарда Шрёдера. В июне 2009 года Екатеринбург стал центром проведения двух международных мероприятий — саммитов стран Шанхайской Организации Сотрудничества и БРИК. Впервые в истории город одновременно посетили 12 глав государств.
В 2012 году Екатеринбург был выбран одним из городов для проведения Чемпионата мира по футболу 2018 года. Екатеринбург боролся за право провести Всемирную выставку ЭКСПО-2020, но в результате голосования на генеральной ассамблее Международного бюро выставок (МБВ) в ноябре 2013 года уступил в решающем туре голосования Дубаю.

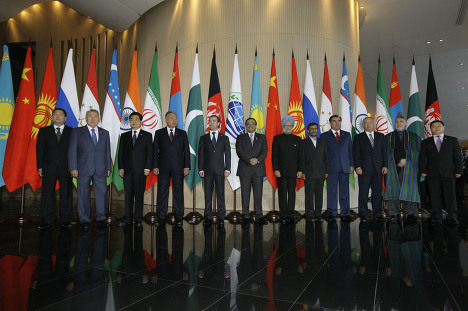
Саммит ШОС, июнь 2009 года

В настоящее время Екатеринбург является крупнейшим центром притяжения не только Свердловской области, но и близлежащих регионов. По ряду социально-экономических показателей (розничный товарооборот, оборот общественного питания, объём платных услуг, объём инвестиций, размер номерного фонда гостиниц, величина автопарка, уровень развития интернета) Екатеринбург занимает третье место в стране, уступая лишь Москве и Санкт-Петербургу.
Одновременно с развитием торговой и деловой сферы, город утратил статус крупнейшего промышленного центра страны. Начиная с конца 1990-х годов прекратили существование ряд промышленных предприятий города — в 1998 году закрыт последний горячий сталепрокатный цех ВИЗа, в 2000-е годы прекратили производство Екатеринбургский виншампанкомбинат и завод «Алкона»; жилыми и офисными зданиями полностью застроены территории бывших заводов и фабрик (Уральский подшипниковый завод, Исетский пивзавод, фабрика «Средуралмебель» «УралОбувь», «СпортОбувь») бывшие флагманы отечественного машиностроения переживают не лучшие времена. В настоящее время по объёму промышленного производства Екатеринбург занимает одно из последних мест среди российских городов-миллионников (уступая Москве, Санкт-Петербургу, Перми, Челябинску, Уфе, Нижнему Новгороду и Омску).
См. также Криминальная сходка в Екатеринбурге 15 сентября 2004 года

## Список литературы
- Мамин-Сибиряк Д. Н. Город Екатеринбург (исторический очерк). — Екатеринбург, 1888.
- Во имя Победы. Свердловск—Екатеринбург в годы Великой Отечественной войны 1941—1945 гг. — Екатеринбург: Институт истории и археологии Уральского Отделения Российской Академии Наук, 2005.
- Очерки истории Свердловска. — Свердловск: Свердловское книжное издательство, 1958.
- Архипова Н. П. Окрестности Свердловска. — 2-е, дополненное. — Свердловск: Средне-Уральское книжное издательство, 1968.
- Улицы Свердловска. — 4-е, дополненное. — Свердловск: Средне-Уральское книжное издательство, 1977.
- Лукьянин В. П., Никулина М. П. Прогулки по Екатеринбургу. — Екатеринбург: Банк Культурной информации, 1995.
- Екатеринбург : [арх. 7 октября 2021] : Энциклопедия / гл. ред. В. В. Маслаков. — Екатеринбург : Издательство Академкнига, 2002. — 728 с. — 3900 экз. — ISBN 5-93472-068-6.
- Корепанов Н. С. Очерки истории Екатеринбурга. — Екатеринбург: Сократ, 2004.
- Корепанов Н. С. Первый век Екатеринбурга. — Екатеринбург : Банк культурной информации, 2005. — С. 158, 159. — 274 с. — (Каменный пояс: взгляд сквозь тысячелетия). — 1000 экз. — ISBN 5-7851-0578-0.
- Рекламно-информационное издание «Выбирай». — Екатеринбург: Парамон Промоушн Урал, 2009.
- Путеводитель «ЕКАВЕРИ». — Екатеринбург: ООО «Рекламное агентство Го», 2009.
- Лотарёва Р. М. Города-заводы России : XVIII — первая половина XIX века. — Екатеринбург : Издательство «Сократ», 2011. — 288 с., 16 с. ил. — 1000 экз. — ISBN 978-5-88664-372-5.